# Argentina en los Juegos Olímpicos

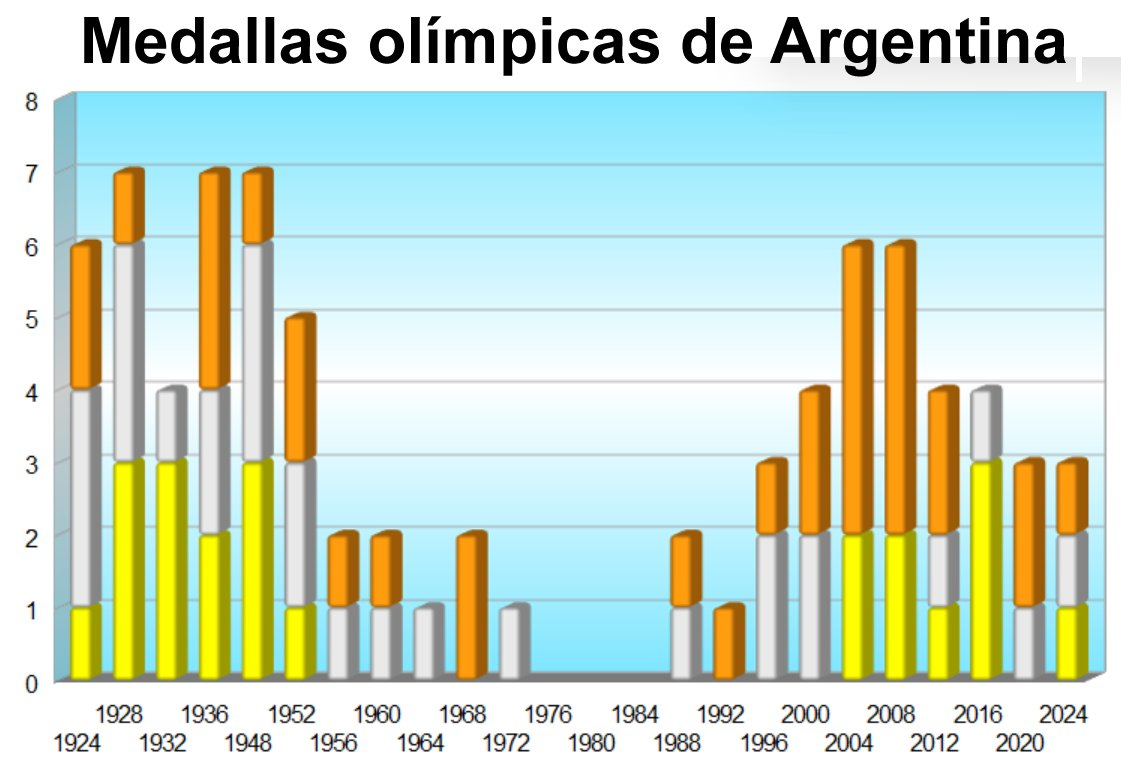
Las 80 medallas obtenidas por Argentina (1924-2024).

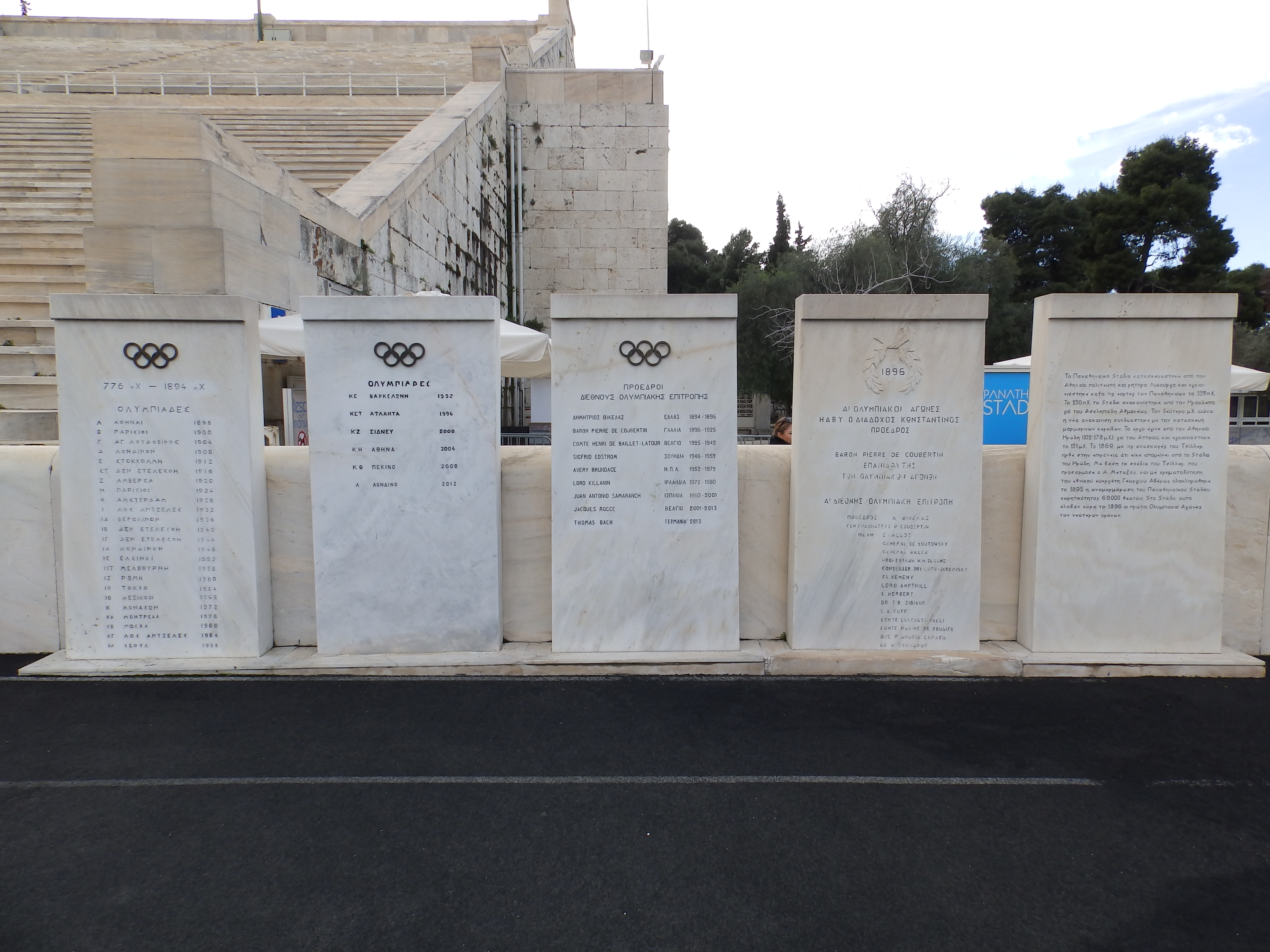
Monolitos en el ingreso al Estadio Panathenaic de Atenas, donde se realizaron los primeros Juegos Olímpicos de la era moderna. En el segundo empezando de la derecha se menciona al argentino José Benjamín Zubiaur, como integrante del primer Comité Olímpico Internacional.

Argentina fue uno de los doce países —el único iberoamericano— que fundaron el Comité Olímpico Internacional (COI) en 1894, estando representada en el primer Consejo Ejecutivo por José Benjamín Zubiaur, quien se desempeñó en ese cargo hasta 1907.
La primera presencia olímpica de un deportista argentino se produjo en los Juegos Olímpicos de París 1900 a través de la participación solitaria del esgrimista Francisco Camet. Otros dos deportistas argentinos aislados compitieron en Londres 1908 y Amberes 1920, pero recién en los Juegos Olímpicos de París 1924 Argentina formó una delegación olímpica organizada, presentándose desde entonces en todos los juegos, con excepción de los que se celebraron en Moscú 1980, en los que se adhirió al boicot político realizado por algunos países. El primer puesto premiado fue obtenido en 1900 y la primera medalla -una de oro- en 1924, sumando desde entonces 80 medallas (22 de oro), 169 diplomas olímpicos y 883 deportistas premiados con medallas o diplomas.
A las medallas obtenidas en las competencias de deportes olímpicos permanentes, se deben sumar tres medallas de oro obtenidas en deportes que se realizaron como exhibición, una en hockey sobre patines y dos en pelota vasca (ambas en la variedad de paleta), obtenidas en los Juegos Olímpicos de Barcelona 1992.
Argentina tiene el segundo mejor desempeño sudamericano en los Juegos Olímpicos de la era moderna tanto en términos absolutos, como relativos a la población. En términos absolutos Brasil (150 medallas) ocupa el primer lugar. Mientras que en proporción a la población, Uruguay (promedio 2,85) ocupa el primer lugar, seguido de Argentina (promedio 1,71), Chile (promedio 0,76) y Brasil (promedio 0,54).
El país está representado por el Comité Olímpico Argentino.

## Desempeño
Luego de los Juegos Olímpicos de París 2024, Argentina, con un total de 80 medallas (22 de oro, 27 de plata y 31 de bronce), se ubicaba en la posición número 42 en el medallero histórico de los Juegos Olímpicos, entre más de 200 países.
Más allá de las participaciones aisladas anteriores a 1924, Argentina obtuvo, desde que comenzó a participar con una delegación oficial, medallas de oro en los seis primeros juegos (París 1924-Helsinki 1952), trece en total, de las cuales siete correspondieron al boxeo. A partir de los Juegos Olímpicos de Melbourne 1956 comenzó un largo período de magros resultados, en los que Argentina no obtuvo medallas de oro durante 48 años. A partir de 2004, Argentina volvió a obtener medallas de oro y recuperó los buenos promedios olímpicos que caracterizaron el período 1924-1952: Atenas 2004 (2O/0P/4B), Pekín 2008 (2O/0P/4B), Londres 2012 (1O/1P/2B) y Río de Janeiro 2016 (3O/1P/0B), con un leve retroceso en Tokio 2020 (-O/1P/2B) y París 2024 (1O/1P/1B). 
Las primeras medallas olímpicas fueron obtenidas el 12 de julio de 1924: oro en polo (Nelson, Miles, Padilla, Kenny, Brooke y Peña) y plata en triple salto lograda por Luis Brunetto.
Sin tener en cuenta la cantidad de países participantes, que se cuadriplicó con el paso de los años, las dos mejores participaciones argentinas se produjeron en Ámsterdam 1928 y Londres 1948, juegos en los que obtuvo siete medallas en cada uno y tres de oro en cada caso. Teniendo en cuenta la cantidad de países participantes, las mejores actuaciones olímpicas de Argentina se produjeron en Atenas 2004 y Pekín 2008, logrando en ambos 6 medallas y entre ellas 2 de oro.
Las participaciones individuales más destacadas fueron la del nadador Alberto Zorrilla en Ámsterdam 1928 (400 metros libres), la del maratonista Juan Carlos Zabala, en Los Ángeles 1932 y la del ciclista BMX José "Maligno" Torres Gil (park freestyle) en París 2024, obtenidas con récord olímpico. En los Juegos de Londres 1948, tres maratonistas argentinos terminaron entre los diez primeros, ganándola Delfo Cabrera. El boxeador Arturo Rodríguez Jurado ganó la medalla de oro con dos nocauts en cuatro peleas, a pesar de pertenecer por su peso a una categoría inferior. La amplia superioridad del boxeador Pascual Pérez al obtener la medalla de oro de peso mosca, con dos victorias antes de la finalización del tiempo reglamentario en cinco combates, abrió la carrera profesional del primer campeón mundial de boxeo que tuvo la Argentina, y uno de los más grandes pugilistas de todos los tiempos. El empate en el primer lugar del pesista Humberto Selvetti con Paul Edward Anderson, en los Juegos de Melbourne 1956, está considerado uno de los momentos históricos clásicos de la halterofilia. Las delegaciones de obtuvieron once medallas (1O-5P-5P) y 17 diplomas, de los cuales nueve medallas (1O-3P-5B) y nueve diplomas fueron logrados en los diez juegos realizados entre 1988 y 2024.
Entre las participaciones en equipo se destacan los logros del equipo de boxeo en Ámsterdam 1928 y Los Ángeles 1932, con dos medallas de oro en cada caso, clasificando primero en la tabla por puntaje de la disciplina en 1928 y en el medallero en 1932. También se destaca la final de polo de Berlín 1936, en la que Argentina venció a Gran Bretaña por 11-0. El fútbol masculino obtuvo cuatro medallas en siete actuaciones olímpicas, entre ellas dos consecutivas de oro (2004 y 2008); la victoria de 2004 se concretó sin recibir goles en contra. La medalla de oro obtenida por el básquetbol masculino en Atenas 2004, convierte a la Argentina en el único país existente que logró desplazar a Estados Unidos de la misma. El equipo de hockey sobre césped obtuvo siete medallas (1O/3P/3B) y siete diplomas en los diez juegos realizados entre 1988 y 2024. 
La cultura olímpica argentina ha registrado una fuerte preponderancia de los deportes de equipos (fútbol, básquet, hockey, vóley, rugby, balonmano), que ponen en juego muy pocas medallas, pero incluyen mayor cantidad de deportistas laureados por prueba. La preponderancia de los deportes de equipos se ha acentuado en las últimas décadas. En las 22 presentaciones olímpicas (1924-2024), 873 deportistas argentinos, uno de cada tres, obtuvieron al menos una medalla o un diploma.
En los medalleros históricos por deporte, luego de los juegos de París 2024, Argentina se destaca en fútbol masculino (5.ª posición), básquetbol masculino (4.ª posición), rugby 7 masculino (6.ª posición), hockey sobre césped femenino (7.ª posición y 2.ª posición por cantidad de medallas), hockey sobre césped masculino (8.ª posición) y boxeo (11.ª posición).
A las medallas obtenidas en las competencias de deportes olímpicos permanentes, se deben sumar tres medallas de oro obtenidas en deportes que se realizaron como exhibición, una en hockey sobre patines y dos en pelota vasca (ambas en la variedad de paleta), obtenidas en los Juegos Olímpicos de Barcelona 1992, deportes en los que tradicionalmente Argentina tiene un nivel competitivo de primera línea mundial.
Dos argentinos obtuvieron dos veces la medalla de oro, el polista Juan Nelson y el futbolista Javier Mascherano. El regatista Carlos Espínola y la jugadora de hockey sobre césped Luciana Aymar son los deportistas que más medallas obtuvieron, con cuatro. La primera atleta olímpica mujer fue la nadadora Jeanette Campbell, en Berlín 1936, donde obtuvo también medalla de plata. La primera mujer en ganar una medalla de oro fue la judoca Paula Pareto en Río de Janeiro 2016. El atleta más joven fue el remero Jorge Somlay, con 13 años en los Juegos Olímpicos de Roma 1960 y el de mayor edad, el también remero Oscar Rompani, con 60 años en los Juegos Olímpicos de Tokio 1964. Como medallista, la jugadora de hockey sobre césped Zoe Díaz, fue la más joven, al obtener medalla de bronce con 18 años y 70 días.
Las peores participaciones fueron en Montreal 1976 y Los Ángeles 1984, donde no se obtuvieron medallas. También fueron poco exitosas las actuaciones en Tokio 1964, Múnich 1972 y Barcelona 1992, en las que se obtuvieron solo una medalla en cada juego.

## Por deporte
* Datos actualizados al 11/08/2024
Diecinueve disciplinas deportivas han aportado medallas al medallero de la Argentina en el período 1924-2024. La que más ha aportado es el boxeo, que con 24 es responsable del 30% del total. Sin embargo, el boxeo cayó mucho a partir de 1968, aportando solo una de las medallas obtenidas desde entonces. En segundo lugar han sido los deportes de vela, con 11 medallas, los que más medallas han aportado luego de 1968. Le siguen las siguientes disciplinas con más de una medalla: hockey sobre césped (7), atletismo (5), tenis (5), fútbol (4), remo (4), natación (3), halterofilia (2), polo (2), básquetbol (2), ciclismo (2), judo (2) y vóley (2). Con una sola medalla han aportado la equitación, el tiro, la esgrima, el taekwondo y el rugby. Debe tenerse en cuenta que cada deporte tiene grandes diferencias según las medallas que ponen en juego, de acuerdo a las pruebas que contiene cada uno.
| Deporte             | Medallas ganadas | Medallas en juego | Varones | Mujeres | Mixto | %      |
| ------------------- | ---------------- | ----------------- | ------- | ------- | ----- | ------ |
| Boxeo               | 24               | 13                | 24      | 0       | 0     | 30,00% |
| Vela                | 11               | 10                | 8       | 1       | 2     | 13,75% |
| Hockey sobre césped | 7                | 2                 | 1       | 6       | 0     | 8,75%  |
| Atletismo           | 5                | 48                | 4       | 1       | 0     | 6,25%  |
| Tenis               | 5                | 5                 | 3       | 2       | 0     | 6,25%  |
| Fútbol              | 4                | 2                 | 4       | 0       | 0     | 5,00%  |
| Remo                | 4                | 14                | 4       | 0       | 0     | 5,00%  |
| Natación            | 3                | 37                | 1       | 2       | 0     | 3,75%  |
| Ciclismo            | 2                | 22                | 2       | 0       | 0     | 2,50%  |
| Polo                | 2                | 1                 | 2       | 0       | 0     | 2,50%  |
| Básquetbol          | 2                | 4                 | 2       | 0       | 0     | 2,50%  |
| Halterofilia        | 2                | 14                | 2       | 0       | 0     | 2,50%  |
| Judo                | 2                | 15                | 0       | 2       | 0     | 2,50%  |
| Voleibol            | 2                | 2                 | 2       | 0       | 0     | 2,50%  |
| Tiro                | 1                | 15                | 1       | 0       | 0     | 1,25%  |
| Esgrima             | 1                | 12                | 1       | 0       | 0     | 1,25%  |
| Equitación          | 1                | 6                 | 1       | 0       | 0     | 1,25%  |
| Taekwondo           | 1                | 8                 | 1       | 0       | 0     | 1,25%  |
| Rugby 7             | 1                | 2                 | 1       | 0       | 0     | 1,25%  |
| Total               | 80               | 1717              | 64      | 14      | 2     | 100%   |

| Disciplina          |    |    |    | Total | Detalle |
| ------------------- | -- | -- | -- | ----- | --- |
| Atletismo           | 2  | 3  | 0  | 5     | Atletismo, maratón (Juan Carlos Zabala), 1932 Atletismo, maratón (Delfo Cabrera), 1948 Atletismo, salto triple (Luis Brunetto), 1924 Atletismo, salto en largo (Noemí Simonetto), 1948 Atletismo, maratón (Reinaldo Gorno), 1952 |
| Básquetbol          | 1  | 0  | 1  | 2     | básquetbol, masculino, 2004 básquetbol, masculino, 2008 |
| Boxeo               | 7  | 7  | 10 | 24    | Boxeo, 79 kg (Víctor Avendaño), 1928 Boxeo, peso pesado (Arturo Rodríguez Jurado), 1928 Boxeo, 57 kg (Carmelo Robledo), 1932 Boxeo, peso pesado (Alberto Lovell), 1932 Boxeo, 57 kg (Oscar Casanovas), 1936 Boxeo, peso pesado (Rafael Iglesias), 1948 Boxeo, 51 kg (Pascual Pérez), 1948 Boxeo, 61 kg (Alfredo Copello), 1924 Boxeo, 67 kg (Héctor Méndez), 1924 Boxeo, 57 kg (Víctor Peralta), 1928 Boxeo, 67 kg (Raúl Landini), 1928 Boxeo, 72 kg (Amado Azar), 1932 Boxeo, peso pesado (Guillermo Lovell), 1936 Boxeo, 81 kg (Antonio Pacenza), 1952 Boxeo, 57 kg (Pedro Quartucci), 1924 Boxeo, peso pesado (Alfredo Porzio), 1924 Boxeo, 75 kg (Raúl Villarreal), 1936 Boxeo, 81 kg (Francisco Resiglione), 1936 Boxeo, 80 kg (Mauro Cía), 1948 Boxeo, 71 kg (Eladio Herrera), 1952 Boxeo, 75 kg (Víctor Zalazar), 1956 Boxeo, 60 kg (Abel Laudonio), 1960 Boxeo, 67 kg (Mario Guilloti), 1968 Boxeo, 57 kg (Pablo Chacón), 1996 |
| Ciclismo            | 2  | 0  | 0  | 2     | Ciclismo, Madison (Juan Curuchet y Walter Pérez), 2008 Ciclismo BMX Freestyle, masculino (José Torres), 2024 |
| Equitación          | 0  | 1  | 0  | 1     | Equitación, prueba de tres días (Carlos Alberto Moratorio), 1964 |
| Esgrima             | 0  | 0  | 1  | 1     | Esgrima, florete por equipos (Larraz-L. Lucchetti-H. Lucchetti-Anganuzzi-Camet), 1928. |
| Fútbol              | 2  | 2  | 0  | 4     | Fútbol, masculino, 2004 Fútbol, masculino, 2008 Fútbol, masculino, 1928 Fútbol, masculino, 1996 |
| Halterofilia        | 0  | 1  | 1  | 2     | Halterofilia, peso pesado (Humberto Selvetti), 1956 Halterofilia, peso pesado (Humberto Selvetti), 1952 |
| Hockey sobre césped | 1  | 3  | 3  | 7     | Hockey sobre césped, masculino, 2016 Hockey sobre césped, femenino, 2000 Hockey sobre césped, femenino, 2012 Hockey sobre césped, femenino, 2020 Hockey sobre césped, femenino, 2004 Hockey sobre césped, femenino, 2008 Hockey sobre césped, femenino, 2024 |
| Judo                | 1  | 0  | 1  | 2     | Judo, 48 kg (Paula Pareto), 2016 Judo, 48 kg (Paula Pareto), 2008 |
| Natación            | 1  | 1  | 1  | 3     | Natación, 400m libre (Alberto Zorrilla), 1928 Natación, 100 m libre (Jeanette Campbell), 1936 Natación, 400 medley (Georgina Bardach), 2004 |
| Polo                | 2  | 0  | 0  | 2     | Polo, masculino (Miles, Padilla, Nelson, Kenny, Brooke Naylor y Peña), 1924 Polo, masculino (Duggan, Cavanagh, Gazzotti, Andrada y Nelson), 1936 |
| Remo                | 1  | 1  | 2  | 4     | Remo, doble par sin timonel (Tranquilo Cappozzo y Eduardo Guerrero), 1952 Remo, single scull (Alberto Demiddi), 1972 Remo, doble par sin timonel (Horacio Podestá y Julio Curatella), 1936 Remo, single scull (Alberto Demiddi), 1968 |
| Rugby 7             | 0  | 0  | 1  | 1     | Rugby 7, masculino, 2020 |
| Taekwondo           | 1  | 0  | 0  | 1     | Taekwondo, 80 kg (Sebastián Crismanich) 2012 |
| Tenis               | 0  | 2  | 3  | 5     | Tenis, individual femenino (Gabriela Sabatini), 1988 Tenis, individual masculino (Juan Martín del Potro), 2016 Tenis, doble masculino (Javier Frana y Christian Miniussi), 1992 Tenis, doble femenino (Paola Suárez y Patricia Tarabini), 2004 Tenis, individual masculino (Juan Martin del Potro), 2012 |
| Tiro                | 0  | 1  | 0  | 1     | Tiro, pistola rápida (Carlos Enrique Díaz Sáenz Valiente), 1948 |
| Vela                | 1  | 5  | 5  | 11    | Vela, Nacra 17 mixto (Santiago Lange y Cecilia Carranza), 2016 Vela, Clase 6 metros (E. C. Sieburger, Homps, J. Sieburger, E. A. Sieburger, Rivademar y Rodríguez de la Torre), 1948 Vela, Clase Dragon, (Chávez, Calegaris, Del Río), 1960 Vela, Clase Mistral (Carlos Espínola), 1996 Vela, Clase Mistral (Carlos Espínola), 2000 Vela, Nacra 17 mixto (Mateo Majdalani y Eugenia Bosco), 2024 Vela, Clase 470 (Javier Conte y Juan De la Fuente), 2000 Vela, Clase Europa (Serena Amato), 2000 Vela, Clase Tornado (Carlos Espínola y Santiago Lange), 2004 Vela, Clase Tornado (Carlos Espínola y Santiago Lange), 2008 Vela, Clase 470 (Juan De la Fuente y Lucas Calabrese), 2012 |
| Voleibol            | 0  | 0  | 2  | 2     | Voleibol, masculino, 1988 Voleibol, masculino, 2020 |
| Total               | 22 | 27 | 31 | 80    | |

## Medallero
| Disciplina          |    |    |    | Total | Detalle |
| ------------------- | -- | -- | -- | ----- | --- |
| París 1924          | 1  | 3  | 2  | 6     | Polo, masculino (Miles, Padilla, Nelson, Kenny, Brooke Naylor y Peña) Boxeo, 61 kg (Alfredo Copello) Boxeo, 67 kg (Héctor Méndez) Atletismo, salto triple (Luis Brunetto) Boxeo, 57 kg (Pedro Quartucci) Boxeo, peso pesado (Alfredo Porzio) |
| Ámsterdam 1928      | 3  | 3  | 1  | 7     | Boxeo, 79 kg (Víctor Avendaño) Boxeo, peso pesado (Arturo Rodríguez Jurado) Natación, 400m libre (Alberto Zorrilla). Boxeo, 57 kg (Víctor Peralta) Boxeo, 67 kg (Raúl Landini) Fútbol, masculino Esgrima, florete por equipos (Larraz-L. Lucchetti-H. Lucchetti-Anganuzzi-Camet).                                                                   |
| Los Ángeles 1932    | 3  | 1  | 0  | 4     | Atletismo, maratón (Juan Carlos Zabala) Boxeo, 57 kg (Carmelo Robledo) Boxeo, peso pesado (Alberto Lovell) Boxeo, 72 kg (Amado Azar) |
| Berlín 1936         | 2  | 2  | 3  | 7     | Polo, masculino (Duggan, Cavanagh, Gazzotti, Andrada y Nelson) Boxeo, 57 kg (Oscar Casanovas) Boxeo, peso pesado (Guillermo Lovell) Natación, 100 m libre (Jeanette Campbell) Boxeo, 75 kg (Raúl Villarreal) Boxeo, 81 kg (Francisco Resiglione) Remo, doble par sin timonel (Horacio Podestá y Julio Curatella)                                    |
| Londres 1948        | 3  | 3  | 1  | 7     | Atletismo, maratón (Delfo Cabrera) Boxeo, peso pesado (Rafael Iglesias) Boxeo, 51 kg (Pascual Pérez) Atletismo, salto en largo (Noemí Simonetto) Tiro, pistola rápida (Carlos Enrique Díaz Sáenz Valiente) Vela, clase 6 metros (E. C. Sieburger, Homps, J. Sieburger, E. A. Sieburger, Rivademar y Rodríguez de la Torre) Boxeo, 80 kg (Mauro Cía) |
| Helsinki 1952       | 1  | 2  | 2  | 5     | Remo, doble par sin timonel (Tranquilo Cappozzo y Eduardo Guerrero) Boxeo, 81 kg (Antonio Pacenza) Atletismo, maratón (Reinaldo Gorno) Halterofilia, peso pesado (Humberto Selvetti) Boxeo, 71 kg (Eladio Herrera) |
| Melbourne 1956      | 0  | 1  | 1  | 2     | Halterofilia, peso pesado (Humberto Selvetti) Boxeo, 75 kg (Víctor Zalazar) |
| Roma 1960           | 0  | 1  | 1  | 2     | Vela, Clase Dragon, (Chávez, Calegaris, Del Río) Boxeo, 60 kg (Abel Laudonio) |
| Tokio 1964          | 0  | 1  | 0  | 1     | Equitación, prueba de tres días (Carlos Alberto Moratorio) |
| México 1968         | 0  | 0  | 2  | 2     | Boxeo, 67 kg (Mario Guilloti) Remo, single scull (Alberto Demiddi) |
| Múnich 1972         | 0  | 1  | 0  | 1     | Remo, single scull (Alberto Demiddi) |
| Montreal 1976       | 0  | 0  | 0  | 0     | |
| Moscú 1980          | –  | –  | –  | –     | No participó debido a su adhesión a un boicot político realizado por algunos países. |
| Los Ángeles 1984    | 0  | 0  | 0  | 0     | |
| Seúl 1988           | 0  | 1  | 1  | 2     | Tenis, individual femenino (Gabriela Sabatini) Voleibol, masculino |
| Barcelona 1992      | 0  | 0  | 1  | 1     | Tenis, doble masculino (Javier Frana y Christian Miniussi) |
| Atlanta 1996        | 0  | 2  | 1  | 3     | Fútbol, masculino Vela, Clase Mistral (Carlos Espínola) Boxeo, 57 kg (Pablo Chacón) |
| Sídney 2000         | 0  | 2  | 2  | 4     | Vela, Clase Mistral (Carlos Espínola) Hockey sobre césped, femenino Vela, Clase 470 (Javier Conte y Juan De la Fuente) Vela, Clase Europa (Serena Amato) |
| Atenas 2004         | 2  | 0  | 4  | 6     | Fútbol, masculino Básquetbol, masculino Tenis, doble femenino (Paola Suárez y Patricia Tarabini) Natación, 400 medley (Georgina Bardach) Vela, Clase Tornado (Carlos Espínola y Santiago Lange) Hockey sobre césped, femenino |
| Pekín 2008          | 2  | 0  | 4  | 6     | Ciclismo, Madison (Juan Curuchet y Walter Pérez) Fútbol, masculino Judo, 48 kg (Paula Pareto) Vela, Clase Tornado (Carlos Espínola y Santiago Lange) Básquetbol, masculino Hockey sobre césped, femenino |
| Londres 2012        | 1  | 1  | 2  | 4     | Taekwondo, 80 kg (Sebastián Crismanich) Hockey sobre césped, femenino Tenis, individual masculino (Juan Martin del Potro) Vela, Clase 470 (Juan De la Fuente y Lucas Calabrese) |
| Río de Janeiro 2016 | 3  | 1  | 0  | 4     | Judo, 48 kg (Paula Pareto) Vela, Nacra 17 mixto (Santiago Lange y Cecilia Carranza) Hockey sobre césped, masculino Tenis, individual masculino (Juan Martín del Potro) |
| Tokio 2020          | 0  | 1  | 2  | 3     | Hockey sobre césped, femenino Rugby 7, masculino Voleibol, masculino |
| París 2024          | 1  | 1  | 1  | 3     | Ciclismo BMX Freestyle, masculino (José Torres) Vela multicasco, mixto (Mateo Majdalani y Eugenia Bosco) Hockey sobre césped, femenino |
| Total               | 22 | 27 | 31 | 80    | |

## Deportistas con dos o más medallas
| Deportista                | Medallas |   |   |   | Deporte             |
| ------------------------- | -------- | - | - | - | ------------------- |
| Luciana Aymar             | 4        | 0 | 2 | 2 | Hockey sobre césped |
| Carlos Mauricio Espínola  | 4        | 0 | 2 | 2 | Vela                |
| Santiago Lange            | 3        | 1 | 0 | 2 | Vela                |
| Noel Barrionuevo          | 3        | 0 | 2 | 1 | Hockey sobre césped |
| Rocío Sánchez Moccia      | 3        | 0 | 2 | 1 | Hockey sobre césped |
| Magdalena Aicega          | 3        | 0 | 1 | 2 | Hockey sobre césped |
| Soledad García            | 3        | 0 | 1 | 2 | Hockey sobre césped |
| María de la Paz Hernández | 3        | 0 | 1 | 2 | Hockey sobre césped |
| Mercedes Margalot         | 3        | 0 | 1 | 2 | Hockey sobre césped |
| Paola Vukojicic           | 3        | 0 | 1 | 2 | Hockey sobre césped |
| Javier Mascherano         | 2        | 2 | 0 | 0 | Fútbol              |
| Juan Nelson               | 2        | 2 | 0 | 0 | Polo                |
| Roberto Ayala             | 2        | 1 | 1 | 0 | Fútbol              |
| Carlos Delfino            | 2        | 1 | 0 | 1 | Básquetbol          |
| Manu Ginóbili             | 2        | 1 | 0 | 1 | Básquetbol          |
| Leonardo Gutiérrez        | 2        | 1 | 0 | 1 | Básquetbol          |
| Andrés Nocioni            | 2        | 1 | 0 | 1 | Básquetbol          |
| Fabricio Oberto           | 2        | 1 | 0 | 1 | Básquetbol          |
| Paula Pareto              | 2        | 1 | 0 | 1 | Judo                |
| Luis Scola                | 2        | 1 | 0 | 1 | Básquetbol          |
| Delfina Merino            | 2        | 0 | 2 | 0 | Hockey sobre césped |
| Sofía Maccari             | 2        | 0 | 2 | 0 | Hockey sobre césped |
| Agustina Albertario       | 2        | 0 | 1 | 1 | Hockey sobre césped |
| Agostina Alonso           | 2        | 0 | 1 | 1 | Hockey sobre césped |
| Mariela Antoniska         | 2        | 0 | 1 | 1 | Hockey sobre césped |
| Inés Arrondo              | 2        | 0 | 1 | 1 | Hockey sobre césped |
| Alberto Demiddi           | 2        | 0 | 1 | 1 | Remo                |
| Agustina Gorzelany        | 2        | 0 | 1 | 1 | Hockey sobre césped |
| María José Granatto       | 2        | 0 | 1 | 1 | Hockey sobre césped |
| Julieta Jankunas          | 2        | 0 | 1 | 1 | Hockey sobre césped |
| Rosario Luchetti          | 2        | 0 | 1 | 1 | Hockey sobre césped |
| Vanina Oneto              | 2        | 0 | 1 | 1 | Hockey sobre césped |
| Juan Martín Del Potro     | 2        | 0 | 1 | 1 | Tenis               |
| Valentina Raposo          | 2        | 0 | 1 | 1 | Hockey sobre césped |
| Carla Rebecchi            | 2        | 0 | 1 | 1 | Hockey sobre césped |
| Cecilia Rognoni           | 2        | 0 | 1 | 1 | Hockey sobre césped |
| Victoria Sauze            | 2        | 0 | 1 | 1 | Hockey sobre césped |
| Humberto Selvetti         | 2        | 0 | 1 | 1 | Halterofilia        |
| Ayelén Stepnik            | 2        | 0 | 1 | 1 | Hockey sobre césped |
| Belén Succi               | 2        | 0 | 1 | 1 | Hockey sobre césped |
| Sofía Toccalino           | 2        | 0 | 1 | 1 | Hockey sobre césped |
| Eugenia Trinchinetti      | 2        | 0 | 1 | 1 | Hockey sobre césped |
| Claudia Burkart           | 2        | 0 | 0 | 2 | Hockey sobre césped |
| Juan De la Fuente         | 2        | 0 | 0 | 2 | Vela                |
| Mariana González Oliva    | 2        | 0 | 0 | 2 | Hockey sobre césped |
| Alejandra Gulla           | 2        | 0 | 0 | 2 | Hockey sobre césped |
| Mariné Russo              | 2        | 0 | 0 | 2 | Hockey sobre césped |

## Posición argentina en el medallero
Las posiciones en el medallero olímpico pueden realizarse teniendo o no en cuenta la cantidad total de países competidores. En 1924, cuando Argentina comenzó a participar oficialmente en los Juegos Olímpicos, sólo competían 44 países. Por lo tanto, su ubicación en el puesto 15.º, significó instalarse en el límite entre el primer y segundo tercio de la tabla, un equivalente al puesto 68.º si se comparara con la cantidad de alrededor de 200 países que compitieron en los últimos Juegos Olímpicos.
La cantidad de países competidores creció en proporción geométrica luego de la Segunda Guerra Mundial debido al proceso de descolonización y luego de la Caída del Muro de Berlín (1989) de la mano del proceso de disgregación de los países que integraban el bloque soviético. De esta manera, en México 1968 se superó por primera vez la cantidad de 100 países competidores (112), en tanto que para Sídney 2000, se llegó a la barrera de 200 competidores, casi cinco veces más que los que actuaron en 1924.
Teniendo en cuenta la efectividad en relación con la cantidad de países competidores por Juego, las cinco participaciones olímpicas más exitosas de Argentina fueron las siguientes:
| 1 | Río de Janeiro 2016 | 86,89% |
| 2 | Pekín 2008          | 82,84% |
| 3 | Atenas 2004         | 81,09% |
| 4 | Londres 2012        | 79,41% |
| 5 | Seúl 1988           | 77,99% |
| Nota: Para establecer el porcentaje de efectividad en cada juego se resta el número 100 al resultado de dividir la posición del país en el medallero por la cantidad de países participantes y multiplicarlo por 100. La fórmula permite establecer la posición relativa en competencias con cantidades variables de competidores, aumentando la efectividad en la medida que aumente la posición en el medallero y la cantidad de países competidores, sin que el país que resulte primero en el medallero llegue nunca a obtener un 100% de efectividad. |                     |        |

En términos absolutos (sin tener en cuenta la cantidad de participantes), las cinco mejores ubicaciones de Argentina fueron:
| 1 | Los Ángeles 1932 | 11.º |
| 2 | Ámsterdam 1928   | 12.º |
| 3 | Londres 1948     | 13.º |
| 4 | Berlín 1936      | 13.º |
| 5 | París 1924       | 16.º |
| 5 | Helsinki 1952    | 19.º |

En sentido contrario, las dos peores ubicaciones históricas fueron en Montreal 1976 y Los Ángeles 1984, en los que Argentina no ingresó siquiera al medallero, al no obtener ninguna medalla. Detrás de esas dos, la peor ubicación manteniendo constantes los países, fue la de Los Ángeles 1932 (91.º s/200) y la peor absoluta fue en Barcelona 1992, en la que finalizó 61.º.
La siguiente es la tabla de ubicación absoluta de Argentina en el medallero teniendo en cuenta la cantidad de países competidores.
| Argentina. Ubicación histórica en el medallero | Argentina. Ubicación histórica en el medallero | Argentina. Ubicación histórica en el medallero | Argentina. Ubicación histórica en el medallero | Argentina. Ubicación histórica en el medallero |
| | Juegos                                         | Países                                         | Posición absoluta                              | Efectividad                                    |
| --- | ---------------------------------------------- | ---------------------------------------------- | ---------------------------------------------- | ---------------------------------------------- |
| 1 | París 1924                                     | 44                                             | 16                                             | 63,64%                                         |
| 2 | Ámsterdam 1928                                 | 46                                             | 12                                             | 73,91%                                         |
| 3 | Los Ángeles 1932                               | 37                                             | 11                                             | 70,27%                                         |
| 4 | Berlín 1936                                    | 49                                             | 13                                             | 73,47%                                         |
| 5 | Londres 1948                                   | 59                                             | 13                                             | 77,97%                                         |
| 6 | Helsinki 1952                                  | 69                                             | 19                                             | 72,46%                                         |
| 7 | Melbourne 1956                                 | 67                                             | 29                                             | 56,72%                                         |
| 8 | Roma 1960                                      | 83                                             | 30                                             | 63,86%                                         |
| 9 | Tokio 1964                                     | 93                                             | 30                                             | 67,74%                                         |
| 10 | México 1968                                    | 112                                            | 41                                             | 63,39%                                         |
| 11 | Múnich 1972                                    | 121                                            | 33                                             | 72,73%                                         |
| 12 | Montreal 1976                                  | 92                                             | Argentina no obtuvo medallas.                  | Argentina no obtuvo medallas.                  |
| | Moscú 1980                                     | 80                                             | Argentina no participó.                        | Argentina no participó.                        |
| 13 | Los Ángeles 1984                               | 140                                            | Argentina no obtuvo medallas.                  | Argentina no obtuvo medallas.                  |
| 14 | Seúl 1988                                      | 159                                            | 35                                             | 77,99%                                         |
| 15 | Barcelona 1992                                 | 169                                            | 55                                             | 67,46%                                         |
| 16 | Atlanta 1996                                   | 197                                            | 54                                             | 72,59%                                         |
| 17 | Sídney 2000                                    | 199                                            | 57                                             | 71,36%                                         |
| 18 | Atenas 2004                                    | 201                                            | 38                                             | 81,09%                                         |
| 19 | Pekín 2008                                     | 204                                            | 35                                             | 82,84%                                         |
| 20 | Londres 2012                                   | 204                                            | 42                                             | 79,41%                                         |
| 21 | Río de Janeiro 2016                            | 206                                            | 26                                             | 86,89%                                         |
| 22 | Tokio 2020                                     | 208                                            | 72                                             | 65,38%                                         |
| 23 | París 2024                                     | 206                                            | 52                                             | 74,75%                                         |
| Nota: Para establecer el porcentaje de efectividad en cada juego se resta el número 100 al resultado de dividir la posición del país en el medallero por la cantidad de países participantes y multiplicarlo por 100. La fórmula permite establecer la posición relativa en competencias con cantidades variables de competidores, aumentando la efectividad en la medida que aumente la posición en el medallero y la cantidad de países competidores, sin que el país que resulte primero en el medallero llegue nunca a obtener un 100% de efectividad. |                                                |                                                |                                                |                                                |

## Cantidad de deportistas con medallas y diplomas

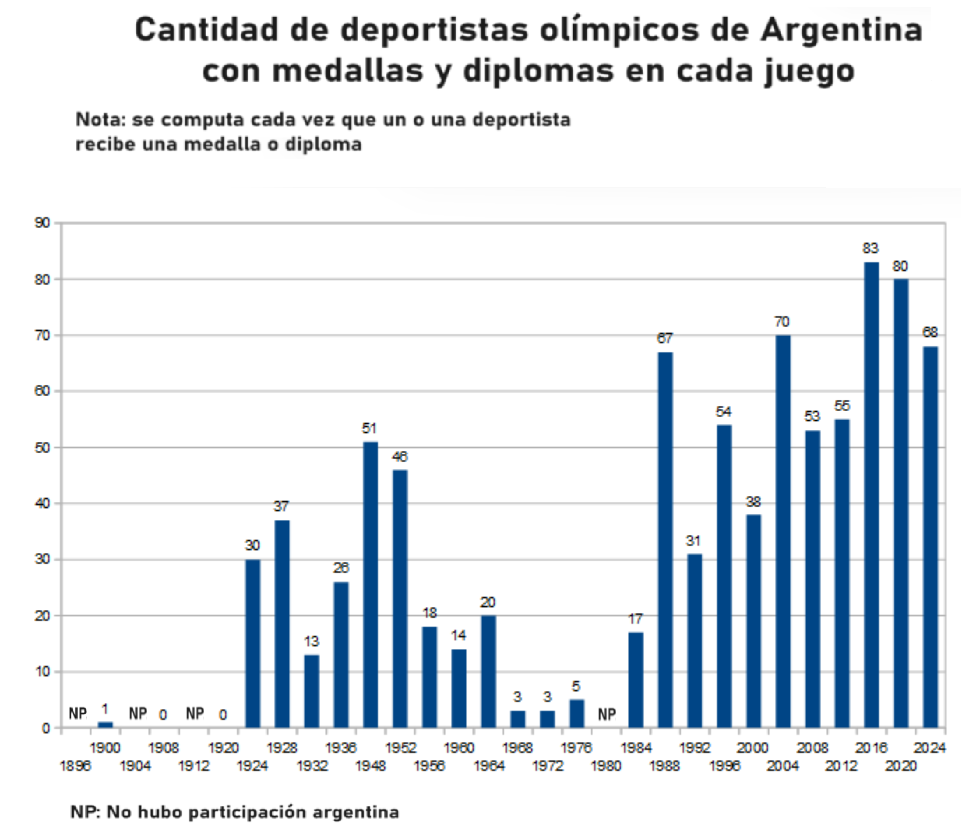
Deportistas con medallas y diplomas por juego olímpico (1898-2024).

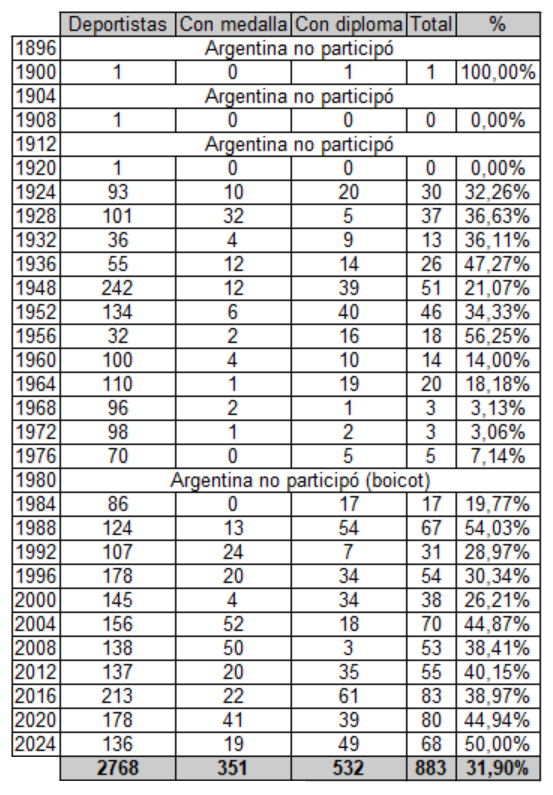
Cantidad de deportistas que ganaron medallas y diplomas por Juego Olímpico. Tabla (1898-2024).

Debido a la característica del olimpismo argentino de obtener resultados destacados en los deportes de equipos, la cantidad de deportistas que han obtenido medallas y diplomas olímpicos es considerablemente más alta que el promedio.
En las 23 presentaciones olímpicas (1924 y 2024) Argentina ganó 80 medallas obtenidas por 353 deportistas y 169 diplomas obtenidos por 510 deportistas. En total, 863 deportistas argentinos obtuvieron al menos una medalla o un diploma en los 23 Juegos en los que participó Argentina entre 1924 y 2024. En relación con la cantidad total de deportistas (2765 atletas), el 12,8% de los atletas olímpicos argentinos obtuvieron una medalla olímpica y el 18,4% obtuvo un diploma. Sumando ambas, uno de cada tres deportistas (31,2%) volvieron con al menos una medalla o un diploma.
Por cantidades absolutas:
| Mayor cantidad de deportistas premiados | Mayor cantidad de deportistas premiados | Mayor cantidad de deportistas premiados |
| | Juego                                   | Deportistas premiados                   |
| --- | --------------------------------------- | --------------------------------------- |
| 1 | Río de Janeiro 2016                     | 83                                      |
| 2 | Tokio 2020                              | 80                                      |
| 3 | Atenas 2004                             | 70                                      |
| Nota: Los deportistas premiados son aquellos que obtuvieron una medalla o un diploma olímpico. Cuando un mismo deportista obtuvo más de una medalla o diploma, se computa como adicional. |                                         |                                         |

Por proporción de cada delegación:
| Porcentaje de deportistas premiados en cada delegación | Porcentaje de deportistas premiados en cada delegación | Porcentaje de deportistas premiados en cada delegación |
| | Juego                                                  | Deportistas premiados                                  |
| --- | ------------------------------------------------------ | ------------------------------------------------------ |
| 1 | Melbourne 1956                                         | 18 (56,2%)                                             |
| 3 | Seúl 1988                                              | 67 (54,0%)                                             |
| 2 | París 2024                                             | 68 (50%)                                               |
| Nota: Los deportistas premiados son aquellos que obtuvieron una medalla o un diploma olímpico. Cuando un mismo deportista obtuvo más de una medalla o diploma, se computa como adicional. |                                                        |                                                        |

## Diplomas olímpicos y puestos premiados
Entre 1900 y 2024 los deportistas argentinos obtuvieron un total de 169 diplomas olímpicos y puestos premiados, sin contar a los que obtuvieron medallas. La mayor cantidad se obtuvieron en Helsinki 1952 y Londres 1948, donde se lograron 15 diplomas y puestos premiados en cada uno. La cantidad más baja se produjo en México 1968 y Múnich 1972, en los que se obtuvieron 1 y 2, respectivamente. En los Juegos Olímpicos de París 1900 Argentina también obtuvo un puesto premiado, pero se trató del único deportista argentino presente.
El deporte que más aportó diplomas y puestos premiados es el boxeo, con 33, encontrándose en segundo lugar la vela con 17, seguida del judo con 14 y el ciclismo con 13. En quinto lugar se ubica el atletismo con 11 diplomas y puestos premiados. Otros deportes que han aportado diplomas y puestos premiados son la equitación (8), el hockey sobre césped (8), el remo (7), la esgrima (7), halterofilia (6), voleibol (6), lucha (6), tiro (6), canotaje  (5),  natación (4), básquetbol (4), tenis (3), taekwondo (3), rugby (2) y el fútbol (2). Con un diploma o puesto premiado se encuentran los saltos ornamentales, la gimnasia artística, el golf y el skateboarding. 
| Deporte             | 1900 | 1924 | 1928 | 1932 | 1936 | 1948 | 1952 | 1956 | 1960 | 1964 | 1968 | 1972 | 1976 | 1984 | 1988 | 1992 | 1996 | 2000 | 2004 | 2008 | 2012 | 2016 | 2020 | 2024 | Total |
| Atletismo           |      |      |      | 2    | 2    | 3    | 2    | 1    |      |      |      |      |      |      |      |      |      |      |      |      | 1    |      |      |      | 11    |
| Básquetbol          |      |      |      |      |      |      | 1    |      |      |      |      |      |      |      |      |      |      |      |      |      | 1    | 1    | 1    |      | 4     |
| Boxeo               |      | 1    | 3    | 2    | 3    | 2    | 1    | 5    | 3    | 2    | 1    | 1    | 3    | 1    |      | 1    |      | 1    |      |      | 1    | 2    |      |      | 33    |
| Canotaje            |      |      |      |      |      |      |      |      |      |      |      |      |      |      |      |      |      | 1    | 1    |      | 1    |      | 1    | 1    | 5     |
| Ciclismo            |      |      | 1    |      |      |      | 1    |      | 1    | 2    |      | 1    |      | 3    | 1    | 1    |      | 1    |      | 1    |      |      |      |      | 13    |
| Equitación          |      |      |      |      |      | 1    | 1    | 2    |      | 2    |      |      |      |      |      |      |      |      |      |      |      | 1    | 1    |      | 8     |
| Esgrima             | 1    | 3    |      |      |      | 2    | 1    |      |      |      |      |      |      |      |      |      |      |      |      |      |      |      |      |      | 7     |
| Fútbol              |      |      |      |      |      |      |      |      |      |      |      |      |      |      | 1    |      |      |      |      |      |      |      |      | 1    | 2     |
| Gimnasia            |      |      |      |      |      |      |      |      |      |      |      |      |      |      |      |      |      |      |      |      | 1    |      |      |      | 1     |
| Golf                |      |      |      |      |      |      |      |      |      |      |      |      |      |      |      |      |      |      |      |      |      | 1    |      |      | 1     |
| Halterofilia        |      | 1    |      | 2    |      | 1    | 1    |      |      |      |      |      |      |      |      |      |      | 1    |      |      |      |      |      |      | 6     |
| Hockey sobre césped |      |      |      |      |      | 1    |      |      |      |      |      |      |      |      | 2    |      | 1    | 1    |      |      |      | 1    | 1    | 1    | 8     |
| Judo                |      |      |      |      |      |      |      |      |      | 1    |      |      | 1    |      | 1    | 1    | 3    | 1    | 3    |      | 2    |      | 1    |      | 14    |
| Lucha               |      |      |      |      |      | 3    | 2    |      |      |      |      |      |      |      |      |      |      |      |      |      |      | 1    |      |      | 6     |
| Natación            |      |      | 1    |      |      | 2    | 1    |      |      |      |      |      |      |      |      |      |      |      |      |      |      |      |      |      | 4     |
| Remo                |      |      |      |      |      |      |      |      |      | 1    |      |      | 1    | 1    |      | 1    |      |      | 1    |      | 1    |      |      |      | 6     |
| Rugby               |      |      |      |      |      |      |      |      |      |      |      |      |      |      |      |      |      |      |      |      |      | 1    |      | 1    | 2     |
| Saltos ornamentales |      |      |      |      |      |      |      |      |      |      |      |      |      |      |      | 1    |      |      |      |      |      |      |      |      | 1     |
| Skateboarding       |      |      |      |      |      |      |      |      |      |      |      |      |      |      |      |      |      |      |      |      |      |      |      | 1    | 1     |
| Taekwondo           |      |      |      |      |      |      |      |      |      |      |      |      |      |      |      |      |      | 1    |      | 1    |      |      | 1    |      | 3     |
| Tenis               |      |      |      |      |      |      |      |      |      |      |      |      |      |      | 1    | 1    |      |      |      |      | 1    |      |      |      | 3     |
| Tiro                |      | 2    |      |      |      |      | 1    | 1    |      |      |      |      |      |      |      |      |      |      |      |      |      | 1    |      | 1    | 6     |
| Vela                |      | 1    |      |      | 2    |      | 3    | 1    | 1    |      |      |      |      |      | 1    |      | 2    |      | 1    | 1    |      | 1    | 3    |      | 17    |
| Voleibol            |      |      |      |      |      |      |      |      |      |      |      |      |      | 1    |      |      | 1    | 1    | 1    |      | 1    | 1    |      |      | 6     |
| TOTAL               | 1    | 8    | 5    | 6    | 7    | 15   | 15   | 10   | 5    | 8    | 1    | 2    | 5    | 6    | 7    | 6    | 7    | 8    | 7    | 3    | 10   | 11   | 9    | 6    | 168   |

## Medallero comparativo
| Año   | País                                  | Sede           | Posición                        | Oro                             | Plata                           | Bronce                          | Total                           |
| ----- | ------------------------------------- | -------------- | ------------------------------- | ------------------------------- | ------------------------------- | ------------------------------- | ------------------------------- |
| 1924  | Bandera de Francia                    | París          | 16/44                           | 1                               | 3                               | 2                               | 6                               |
| 1928  | Bandera de los Países Bajos           | Ámsterdam      | 12/46                           | 3                               | 3                               | 1                               | 7                               |
| 1932  | Bandera de Estados Unidos             | Los Ángeles    | 11/37                           | 3                               | 1                               | 0                               | 4                               |
| 1936  | Bandera de Alemania nazi              | Berlín         | 13/49                           | 2                               | 2                               | 3                               | 7                               |
| 1948  | Bandera del Reino Unido               | Londres        | 13/59                           | 3                               | 3                               | 1                               | 7                               |
| 1952  | Bandera de Finlandia                  | Helsinki       | 19/69                           | 1                               | 2                               | 2                               | 5                               |
| 1956  | Bandera de Australia                  | Melbourne      | 29/67                           | 0                               | 1                               | 1                               | 2                               |
| 1960  | Bandera de Italia                     | Roma           | 30/83                           | 0                               | 1                               | 1                               | 2                               |
| 1964  | Bandera de Japón                      | Tokio          | 30/93                           | 0                               | 1                               | 0                               | 1                               |
| 1968  | Bandera de México                     | México         | 41/112                          | 0                               | 0                               | 2                               | 2                               |
| 1972  | Bandera de Alemania                   | Múnich         | 33/121                          | 0                               | 1                               | 0                               | 1                               |
| 1976  | Bandera de Canadá                     | Montreal       | —/92                            | 0                               | 0                               | 0                               | 0                               |
| 1980  | Bandera de la Unión Soviética         | Moscú          | Argentina no participó (boicot} | Argentina no participó (boicot} | Argentina no participó (boicot} | Argentina no participó (boicot} | Argentina no participó (boicot} |
| 1984  | Bandera de Estados Unidos             | Los Ángeles    | —/140                           | 0                               | 0                               | 0                               | 0                               |
| 1988  | Bandera de Corea del Sur              | Seúl           | 35/159                          | 0                               | 1                               | 1                               | 2                               |
| 1992  | Bandera de España                     | Barcelona      | 55/169                          | 0                               | 0                               | 1                               | 1                               |
| 1996  | Bandera de Estados Unidos             | Atlanta        | 54/197                          | 0                               | 2                               | 1                               | 3                               |
| 2000  | Bandera de Australia                  | Sídney         | 57/199                          | 0                               | 2                               | 2                               | 4                               |
| 2004  | Bandera de Grecia                     | Atenas         | 38/201                          | 2                               | 0                               | 4                               | 6                               |
| 2008  | Bandera de la República Popular China | Pekín          | 35/204                          | 2                               | 0                               | 4                               | 6                               |
| 2012  | Bandera del Reino Unido               | Londres        | 42/204                          | 1                               | 1                               | 2                               | 4                               |
| 2016  | Bandera de Brasil                     | Río de Janeiro | 27/206                          | 3                               | 1                               | 0                               | 4                               |
| 2020  | Bandera de Japón                      | Tokio          | 72/208                          | 0                               | 1                               | 2                               | 3                               |
| 2024  | Bandera de Francia                    | París          | 52/206                          | 1                               | 1                               | 1                               | 3                               |
| Total | Total                                 |                |                                 | 22                              | 27                              | 31                              | 80                              |

### Cuadro comparativo incluyendo diplomas y puestos premiados
| Año   | País                                  | Sede           | Posición                                   | Oro                                        | Plata                                      | Bronce                                     | Total                                      | Diplomas                                   | Total                                      | Atletas                                    | Deportes                                   |
| ----- | ------------------------------------- | -------------- | ------------------------------------------ | ------------------------------------------ | ------------------------------------------ | ------------------------------------------ | ------------------------------------------ | ------------------------------------------ | ------------------------------------------ | ------------------------------------------ | ------------------------------------------ |
| 1900  | Bandera de Francia                    | París          | /22                                        | 0                                          | 0                                          | 0                                          | 0                                          | 1                                          | 1                                          | 1                                          | 1                                          |
| 1908  | Bandera del Reino Unido               | Londres        | /22                                        | 0                                          | 0                                          | 0                                          | 0                                          | 0                                          | 0                                          | 1                                          | 1                                          |
| 1920  | Bandera de Bélgica                    | Amberes        | /29                                        | 0                                          | 0                                          | 0                                          | 0                                          | 0                                          | 0                                          | 1                                          | 1                                          |
| 1924  | Bandera de Francia                    | París          | 16/44                                      | 1                                          | 3                                          | 2                                          | 6                                          | 8                                          | 14                                         | 93                                         | 11                                         |
| 1928  | Bandera de los Países Bajos           | Ámsterdam      | 12/46                                      | 3                                          | 3                                          | 1                                          | 7                                          | 5                                          | 12                                         | 101                                        | 12                                         |
| 1932  | Bandera de Estados Unidos             | Los Ángeles    | 11/37                                      | 3                                          | 1                                          | 0                                          | 4                                          | 6                                          | 10                                         | 36                                         | 6                                          |
| 1936  | Bandera de Alemania nazi              | Berlín         | 13/49                                      | 2                                          | 2                                          | 3                                          | 7                                          | 7                                          | 14                                         | 55                                         | 8                                          |
| 1948  | Bandera del Reino Unido               | Londres        | 13/59                                      | 3                                          | 3                                          | 1                                          | 7                                          | 15                                         | 22                                         | 242                                        | 16                                         |
| 1952  | Bandera de Finlandia                  | Helsinki       | 19/69                                      | 1                                          | 2                                          | 2                                          | 5                                          | 15                                         | 20                                         | 134                                        | 15                                         |
| 1956  | Bandera de Australia                  | Melbourne      | 29/67                                      | 0                                          | 1                                          | 1                                          | 2                                          | 10                                         | 12                                         | 34                                         | 8                                          |
| 1960  | Bandera de Italia                     | Roma           | 30/83                                      | 0                                          | 1                                          | 1                                          | 2                                          | 5                                          | 7                                          | 100                                        | 14                                         |
| 1964  | Bandera de Japón                      | Tokio          | 30/93                                      | 0                                          | 1                                          | 0                                          | 1                                          | 8                                          | 9                                          | 110                                        | 14                                         |
| 1968  | Bandera de México                     | México         | 41/112                                     | 0                                          | 0                                          | 2                                          | 2                                          | 1                                          | 3                                          | 96                                         | 12                                         |
| 1972  | Bandera de Alemania                   | Múnich         | 33/121                                     | 0                                          | 1                                          | 0                                          | 1                                          | 2                                          | 3                                          | 98                                         | 12                                         |
| 1976  | Bandera de Canadá                     | Montreal       | /92                                        | 0                                          | 0                                          | 0                                          | 0                                          | 5                                          | 5                                          | 70                                         | 12                                         |
| 1980  | Bandera de la Unión Soviética         | Moscú          | Argentina no participó al adherir a boicot | Argentina no participó al adherir a boicot | Argentina no participó al adherir a boicot | Argentina no participó al adherir a boicot | Argentina no participó al adherir a boicot | Argentina no participó al adherir a boicot | Argentina no participó al adherir a boicot | Argentina no participó al adherir a boicot | Argentina no participó al adherir a boicot |
| 1984  | Bandera de Estados Unidos             | Los Ángeles    | -/140                                      | 0                                          | 0                                          | 0                                          | 0                                          | 6                                          | 6                                          | 86                                         | 14                                         |
| 1988  | Bandera de Corea del Sur              | Seúl           | 35/159                                     | 0                                          | 1                                          | 1                                          | 2                                          | 7                                          | 9                                          | 124                                        | 18                                         |
| 1992  | Bandera de España                     | Barcelona      | 55/169                                     | 0                                          | 0                                          | 1                                          | 1                                          | 6                                          | 7                                          | 107                                        | 17                                         |
| 1996  | Bandera de Estados Unidos             | Atlanta        | 54/197                                     | 0                                          | 2                                          | 1                                          | 3                                          | 7                                          | 10                                         | 178                                        | 20                                         |
| 2000  | Bandera de Australia                  | Sídney         | 57/199                                     | 0                                          | 2                                          | 2                                          | 4                                          | 8                                          | 12                                         | 145                                        | 21                                         |
| 2004  | Bandera de Grecia                     | Atenas         | 38/201                                     | 2                                          | 0                                          | 4                                          | 6                                          | 7                                          | 13                                         | 156                                        | 22                                         |
| 2008  | Bandera de la República Popular China | Pekín          | 35/204                                     | 2                                          | 0                                          | 4                                          | 6                                          | 3                                          | 9                                          | 138                                        | 19                                         |
| 2012  | Bandera del Reino Unido               | Londres        | 42/204                                     | 1                                          | 1                                          | 2                                          | 4                                          | 10                                         | 14                                         | 137                                        | 21                                         |
| 2016  | Bandera de Brasil                     | Río de Janeiro | 27/206                                     | 3                                          | 1                                          | 0                                          | 4                                          | 11                                         | 15                                         | 213                                        | 25                                         |
| 2020  | Bandera de Japón                      | Tokio          | 72/208                                     | 0                                          | 1                                          | 2                                          | 3                                          | 9                                          | 12                                         | 178                                        | 26                                         |
| 2024  | Bandera de Francia                    | París          | 52/206                                     | 1                                          | 1                                          | 1                                          | 3                                          | 6                                          | 9                                          | 136                                        | 23                                         |
| Total | Total                                 |                |                                            | 22                                         | 27                                         | 31                                         | 80                                         | 168                                        | 248                                        | 2596                                       |                                            |

## Varones y mujeres

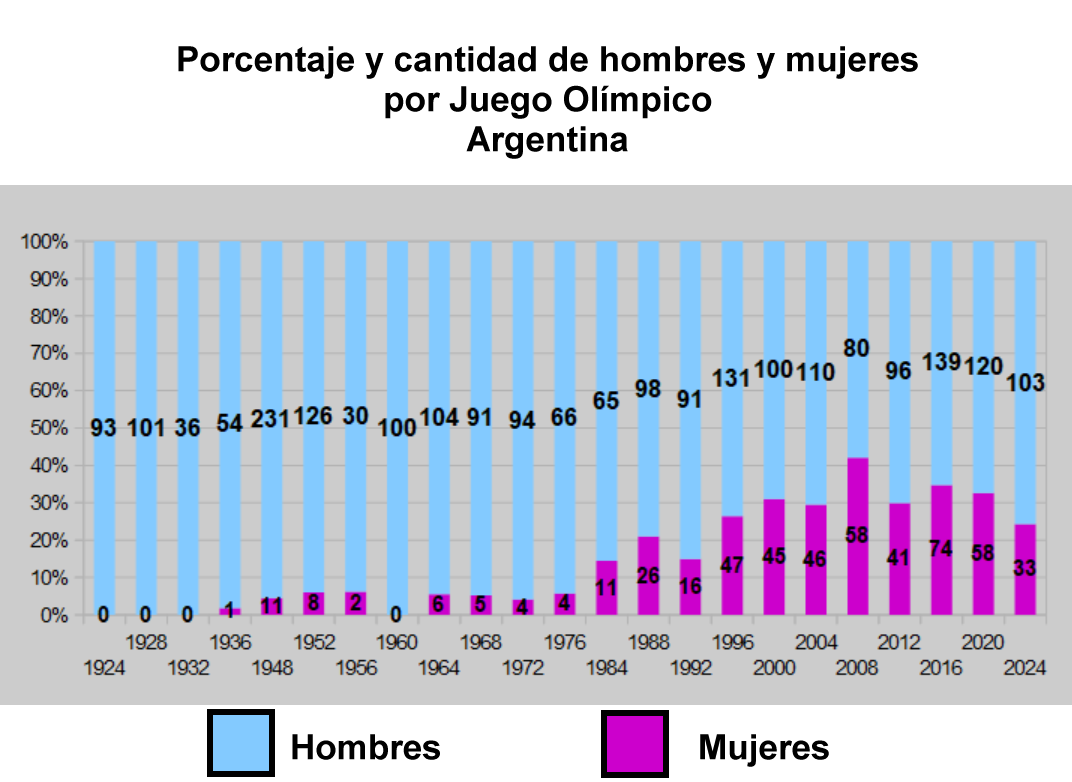
Porcentaje y cantidad de hombres y mujeres por juego. Argentina

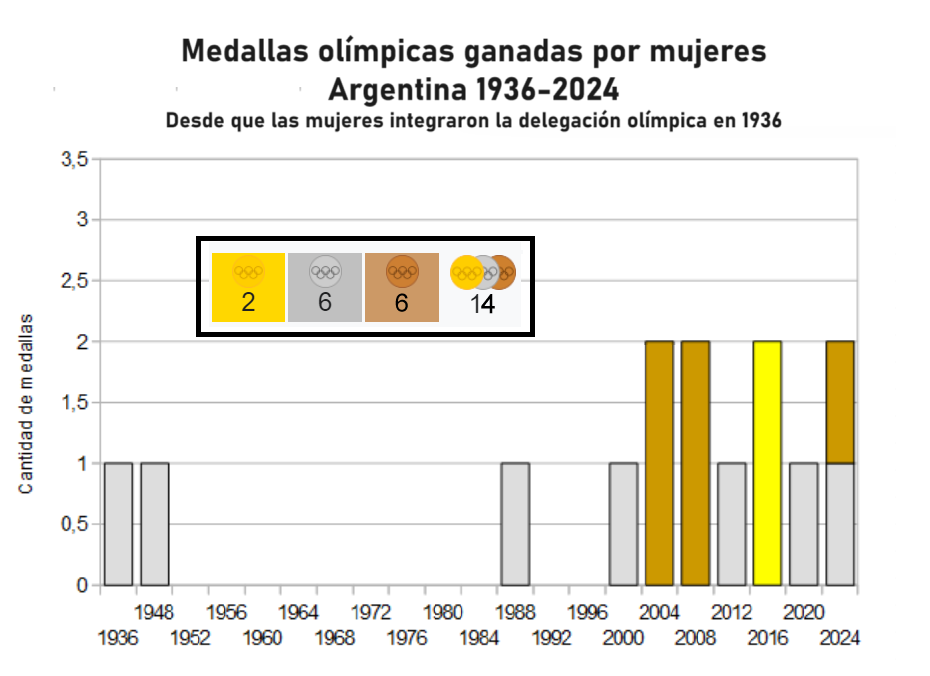

Los Juegos Olímpicos se iniciaron en 1896 sin inclusión de mujeres. En los segundos Juegos realizados en 1900 fueron incluidas una cantidad mínima de mujeres, pero la mayoría de los deportes olímpicos no contemplaban modalidades femenina y la ideología del olimpismo expresada por su fundador el barón de Coubertin sostenía que en los Juegos Olímpicos "la única misión de las mujeres es coronar a los vencedores". La creación en 1920 de la Federación Deportiva Femenina Internacional (FSFI) liderada por Alice Milliat ante la negativa del movimiento olímpico de integrar plenamente a las mujeres, y la organización desde 1922 de los Juegos Mundiales Femeninos, obligó al Comité Olímpico Internacional y específicamente a la Federación Internacional de Atletismo Amateur (IAAF), a abandonar su postura contraria al avance de las mujeres en el deporte. De todos modos la reticencia frente al deporte femenino continuó durante décadas. Lentamente las mujeres fueron creciendo en participación, pero recién en los Juegos de 2012 todos los países integraron sus delegaciones con mujeres y todos los deportes tuvieron modalidades femeninas.
Argentina no incluyó deportistas mujeres en las delegaciones olímpicas presentadas para los Juegos Olímpicos de 1924, 1928, 1932 y 1960. La primera atleta olímpica fue incluida en los Juegos Olímpicos de Berlín 1936, la nadadora Jeanette Campbell, quien en esa oportunidad ganó una medalla de plata.
Entre 1936 y 1984, el porcentaje de mujeres nunca superó el 7%, siendo el punto más alto los Juegos Olímpicos de Helsinki 1952 y Londres 1948, aquel llegando al 6,5% y este a once mujeres atletas, la cantidad más alta en números absolutos. También se destaca en ese período el retroceso que significó no enviar mujeres deportistas a los Juegos Olímpicos de Roma 1960.
A partir de 1984 se evidencia una tendencia a aumentar el porcentaje de mujeres en la delegación olímpica, llegando al 12,05% en 1984, al 21,19% en 1988, al 31,47% en 2000 y al 40,15% en 2008. El porcentaje volvió a retroceder desde 2012 (30%), 2016 (34%), 2021 (31%) y 2024 (24%).
Incluyendo los Juegos Olímpicos de París 2024, las deportistas mujeres obtuvieron desde que empezaron a ser incluidas en la delegación nacional en Berlín 1936, 14 de las 78 medallas obtenidas en deportes sesgados por género, además de las dos medallas obtenidas en pruebas mixtas en vela (nacra 17 en 2016 y 2024). 
Tomando en cuenta los deportes, se destaca el hockey sobre césped femenino, que aportó seis medallas en siete juegos entre 2000 y 2024; el judo con dos medallas, entre ellas la primera medalla de oro obtenida por una atleta mujer argentina (Paula Pareto); la vela con tres medallas (una de ellas de oro); el tenis con dos medallas; la natación también con dos preseas, entre ellas la primera medalla obtenida por una argentina (Jeanette Campbell) y el atletismo con una.

## Desempeño en cada Juego Olímpico de verano

### París 1900
En los segundos Juegos Olímpicos celebrados en París en 1900, Argentina se vio representada -entre otros 27 países- por el esgrimista Francisco Camet, alcanzando un puesto premiado por su quinto puesto en la prueba de espada.
La esgrima fue una de las disciplinas fundadoras del olimpismo moderno. En los Juegos de París se realizaron siete pruebas, una de ellas la de espada, en la que se inscribió Francisco Camet, junto a otros 103 competidores pertenecientes a los 28 países en competencia. Los esgrimistas fueron distribuidos en 17 series, clasificando los dos primeros de cada una. Camet se clasificó segundo luego de vencer a dos franceses, un español y un peruano, siendo derrotado a su vez por el francés Léon Sée.
En la segunda ronda Camet volvió a clasificar segundo, eliminando a tres franceses y un belga y, para quedar escolta de otro francés, Edmond Wallace. En la tercera ronda, Camet finalizó tercero en su serie clasificando para la final, a la que clasificaron también siete franceses y un cubano, Ramón Fonst Segundo. La medalla de oro la obtuvo precisamente el cubano, mientras que Camet terminó en quinto lugar, alcanzando una posición premiada con dos puntos. Por delante de Camet quedó con medalla de bronce Léon Sée, quien lo había vencido en la serie inicial, y detrás quedó Edmond Wallace, en sexto lugar, quien en la segunda ronda había obtenido la serie de Camet.
Con esa actuación, Argentina obtuvo el sexto lugar en la clasificación general por puntaje en esgrima. El primer lugar lo obtuvo Francia ganando cinco de las siete medallas de oro en juego y 15 de las 21 medallas totales. Asimismo, en la tabla general por puntaje de los Juegos, con esa sola actuación, Argentina terminó en la 23.ª posición sobre 28 países participantes, empatada con Rusia y superando a Haití, Irán, Perú y Rumania.

### Londres 1908
Argentina fue una de las 22 naciones representadas en los Juegos Olímpicos de Londres 1908, al participar en los mismos el patinador Héctor Torromé. Torromé era un importador de té que residía en Inglaterra y que en 1907 había salido subcampeón individual del primer campeonato británico de patinaje artístico. Por dicha razón clasificó para los Juegos Olímpicos de Londres, pero él solicitó representar a Argentina, lo que le fue aceptado.
Compitió en la prueba individual masculina de patinaje artístico sobre hielo, evento olímpico que resultó el antecesor de los Juegos Olímpicos de invierno y salió séptimo con 1144,5 puntos. Los tres integrantes del podio fueron suecos y la medalla de oro correspondió a Ulrich Salchow, siete veces campeón mundial. En esa prueba, Héctor superó a Nicolai Panin, considerado el mejor patinador de la historia de la escuela rusa.

### Amberes 1920
En los Juegos Olímpicos de Amberes 1920 participó el argentino Ángel Rodríguez, quien compitió en boxeo, dentro de la categoría peso pluma siendo vencido en la primera ronda, por descalificación en el tercer asalto, cuando enfrentaba al noruego Arthur Olsen.

### París 1924
La primera participación olímpica organizada por el Comité Olímpico Argentino se produjo en los Juegos Olímpicos de París 1924. La delegación presentó 77 deportistas, ninguna de las cuales fue mujer. El equipo olímpico obtuvo seis medallas: una de oro, tres de plata y dos de bronce; en lo que sería una constante hasta 1968, cuatro de ellas correspondieron al boxeo y una al atletismo (salto triple). También alcanzó ocho puestos premiados (tres en esgrima). En el medallero general ocupó la posición número 16 sobre 44 países participantes. Fue la sexta mejor actuación olímpica de la historia argentina.
La medalla de oro fue obtenida por la selección de polo, integrado por Juan Nelson, Juan Miles, Enrique Padilla, Arturo Kenny y Guillermo Brooke Naylor, que jugó contra Francia, y Alfredo Peña que no jugó.
El abanderado fue el atleta Enrique Thompson (26 años).

### Ámsterdam 1928
La participación de Argentina en los Juegos Olímpicos de Ámsterdam 1928 fue la segunda oficialmente organizada por el Comité Olímpico Argentino. La delegación presentó 88 deportistas, ninguna de las cuales fue mujer. El boxeador Héctor Méndez, quien había obtenido la medalla de plata en los Juegos Olímpicos de París 1924, fue nombrado abanderado de la delegación, única vez que esa designación recayó en un pugilista.
El equipo olímpico obtuvo siete medallas: tres de oro, tres de plata y una de bronce. También obtuvo cinco puestos premiados. El boxeo se destacó aportando cuatro medallas (dos de oro y dos de plata) y tres puestos premiados, lo que le permitió alcanzar la primera ubicación en la tabla general por puntos. La otra medalla de oro fue ganada por el nadador Alberto Zorrilla, en 400 metros estilo libre, la primera medalla en natación obtenida por un atleta latinoamericano y la única de oro de la natación argentina. La medalla de plata fue obtenida en fútbol y la de bronce en esgrima.
Fue la segunda mejor posición absoluta en el medallero alcanzada por el país en toda su historia olímpica (12.º sobre 46 países), luego de Los Ángeles 1932 (11.º sobre 37 países). Por la cantidad de medallas y puestos premiados obtenidos, fue la segunda mejor actuación histórica, detrás de la de 1948, donde se obtuvieron las mismas medallas pero más diplomas.

### Los Ángeles 1932
La participación de Argentina en los Juegos Olímpicos de Los Ángeles 1932 fue la tercera oficialmente organizada por el Comité Olímpico Argentino. La delegación presentó 32 deportistas -la segunda más reducida de su historia detrás de la de 1956-, como consecuencia de la Gran Depresión. Una vez más, como en las anteriores ediciones, ninguna mujer integró la delegación. Pese a ello, el equipo olímpico obtuvo cuatro medallas (tres de oro y una de plata), seis puestos premiados y en el medallero general ocupó la posición N.º 11 sobre 37 países participantes, por lo que es la mejor posición absoluta en el medallero alcanzada por el país en toda su historia olímpica.
El boxeo se destacó aportando tres de las cuatro medallas (2 de oro y una de plata) y dos posiciones premiadas, ubicándose en la primera posición en el medallero de la disciplina, logro no igualado por el olimpismo argentino. La otra medalla de oro fue ganada en la maratón y con récord olímpico, por el corredor Juan Carlos Zabala, en uno de los éxitos más recordados del deporte argentino.
Durante estos Juegos se produjo un serio conflicto entre los deportistas argentinos y el cuestionado gobierno de Agustín P. Justo, debido a la falta de envío de fondos para afrontar los gastos de entrenamiento, transporte y estadía, que llevó a que el abanderado de la delegación, Alberto Zorrilla, abandonara el equipo argentino y no se presentara a competir.

### Berlín 1936
Buenos Aires (al igual que Río de Janeiro) se presentaron como candidatas a ser sedes de los Juegos Olímpicos de 1936, pero en el proceso de votación no obtuvieron votos.
La participación de Argentina en los Juegos Olímpicos de Berlín 1936 fue la cuarta actuación olímpica oficial organizada por el Comité Olímpico Argentino. La delegación presentó 51 deportistas y por primera vez incluyó a una mujer, la nadadora Jeanette Campbell, quien ganaría una medalla de plata. El abanderado fue el maratonista Juan Carlos Zabala.
El equipo olímpico obtuvo siete medallas (dos de oro, dos de plata y tres de bronce) y siete puestos premiados. En el medallero general ocupó la posición N.º 13 sobre 49 países participantes.
El boxeo, como fue habitual en los Juegos hasta México 1968, se destacó aportando cuatro de las siete medallas (1 de oro, 1 de plata y 2 de bronce), 3 puestos premiados y logrando la 3.ª posición en el medallero de la disciplina.
La otra medalla de oro fue ganada por el equipo de polo, en la última inclusión de ese deporte en los Juegos Olímpicos. Por su parte, la única mujer de la delegación, Jeanette Campbell obtuvo medalla de plata en 100 metros estilo libre.

### Londres 1948
La participación de Argentina en los Juegos Olímpicos de Londres 1948 fue la quinta actuación olímpica oficial organizada por el Comité Olímpico Argentino. La delegación presentó 242 deportistas, la más numerosa de la historia olímpica argentina, de los cuales 11 fueron mujeres. El abanderado fue el nadador Alfredo Yantorno.
El equipo olímpico obtuvo 7 medallas (tres de oro, tres de plata y una de bronce) y 15 diplomas olímpicos (puestos premiados). En el medallero general ocupó la posición N.º 13 sobre 59 países participantes. Por cantidad de medallas y diplomas obtenidos, se trata de la participación más exitosa como país de toda la historia olímpica.
El boxeo se destacó aportando tres de las siete medallas (dos de oro y una de bronce) y un diploma olímpico, y logrando la 2.ª posición en el medallero de la disciplina; una de las medallas de oro fue ganada por Pascual Pérez, quien luego se convertiría en el primer argentino campeón mundial de boxeo profesional y uno de los más importantes de la historia de ese deporte, el otro boxeador ganador de la medalla de oro fue Rafael Iglesias. La otra medalla de oro fue ganada por el atletismo, con un triunfo en la maratón (Delfo Cabrera). Otras medallas de plata y bronce fueron ganadas en tiro, vela, atletismo y también boxeo.

### Helsinki 1952
La participación de Argentina en los Juegos Olímpicos de Helsinki 1952 fue la sexta actuación olímpica oficial organizada por el Comité Olímpico Argentino. La delegación presentó 123 deportistas, de los cuales solo 8 fueron mujeres. El abanderado fue Delfo Cabrera, ganador de la maratón en los Juegos anteriores.
El equipo olímpico obtuvo cinco medallas (una de oro, dos de plata y dos de bronce) y quince diplomas olímpicos la mayor cantidad de puestos premiados de la historia olímpica de Argentina. En el medallero general ocupó la posición número 19 sobre 69 países participantes.
La única medalla de oro fue ganada por el remo, con un triunfo en la prueba de doble par de remos sin timonel. El boxeo, como fue habitual en los Juegos hasta México 1968, se destacó aportando dos de las cinco medallas (una de plata y una de bronce) y un diploma olímpico. La otra medalla de plata fue aportada por el atletismo (maratón), deporte que también aportó dos diplomas, y la restante de bronce por la halterofilia. Aunque no alcanzaron a obtener medallas, varios equipos se destacaron obteniendo diplomas olímpicos como el de vela (3), lucha grecorromana (2) y el equipo de básquetbol masculino que salió 4.º. En total los atletas argentinos obtuvieron seis cuartos lugares.
Luego de estos juegos Argentina no volvería a ganar una medalla de oro hasta los Juegos Olímpicos de Atenas 2004, 52 años después.

### Melbourne 1956
Buenos Aires fue una de los nueve ciudades inicialmente propuestas para celebrar los XVI Juegos Olímpicos de 1956. La votación se realizó en 1949 y luego de varias rondas, Buenos Aires resultó finalista junto con Melbourne. En la votación final, la ciudad australiana se impuso por un voto (21-20) sobre la capital argentina.
La participación de Argentina en los Juegos Olímpicos de Melbourne 1956 fue la séptima actuación olímpica oficial organizada por el Comité Olímpico Argentino. La delegación presentó solo 28 deportistas, la cantidad más reducida de la historia del país, de los cuales solo una fue mujer. La abanderada fue Isabel Avellán, una atleta lanzadora de disco, la única mujer en la delegación.
El equipo olímpico obtuvo dos medallas, una de plata y una de bronce y diez diplomas olímpicos. En el medallero general ocupó la posición número 29 sobre 67 países participantes.
La medalla de plata fue ganada en halterofilia y la de bronce en boxeo que, como fue habitual hasta México 1968, se destacó aportando una importante proporción de las medallas, aportando también la mitad de los diplomas olímpicos (5).
La presencia olímpica de Argentina en los Juegos de Melbourne se vio fuertemente afectada por razones políticas, debido a que la dictadura militar instalada en 1955 consideraba que la mayoría de los deportistas argentinos tenían simpatía por las ideas del peronismo, razón por la cual dispuso la suspensión de muchos de ellos por 99 años, quedando excluidos de la delegación nacional, entre ellos los medallistas olímpicos Tranquilo Cappozzo, Eduardo Guerrero y Noemí Simonetto, entre otros deportistas. Fueron los primeros Juegos Olímpicos en los que Argentina no ganó ninguna medalla de oro y las dos obtenidas se encontraban muy por debajo del promedio de entre cuatro y siete medallas ganadas en todos los juegos anteriores. A partir de estos juegos, Argentina comenzaría una fuerte caída de su rendimiento olímpico, que en 2004 recuperaría los niveles que tuvo en el período 1924-1952.

### Roma 1960
La participación de Argentina en los Juegos Olímpicos de Roma 1960 fue la octava actuación olímpica oficial organizada por el Comité Olímpico Argentino. La delegación presentó 91 deportistas, todos varones, algo que no sucedía desde Los Ángeles 1932, ni volvería a suceder. Paradójicamente la abanderada fue una mujer, Cristina Hardekopf, una clavadista, quien finalmente no pudo competir a causa de una indisposición. En la delegación se encontraba también el remero Jorge Somlay, quien con 13 años, fue el deportista argentino de menor edad en haber participado en una competición olímpica.
El equipo olímpico obtuvo dos medallas, una de plata y otra de bronce, y cinco diplomas olímpicos. En el medallero general ocupó la posición número 30 sobre 83 países participantes.
La medalla de plata fue ganada en vela y la de bronce en boxeo que, como fue habitual hasta México 1968, se destacó aportando la mitad de las medallas y tres de los cinco diplomas olímpicos.
La actuación olímpica de Argentina en los Juegos de Roma 1960 formó parte de un período de magros resultados, afectado por razones políticas y de escaso apoyo estatal al deporte olímpico. Repitiendo lo sucedido en los Juegos de Melbourne 1956, Argentina no ganó ninguna medalla de oro, y las dos obtenidas se encontraban muy por debajo del promedio de entre cuatro y siete medallas ganadas en todos los juegos entre 1924 y 1952.

### Tokio 1964
La participación de Argentina en los Juegos Olímpicos de Tokio 1964 fue la novena actuación olímpica oficial organizada por el Comité Olímpico Argentino. La delegación presentó 102 deportistas, de los cuales solo seis eran mujeres. La abanderada fue la nadadora Jeannette Campbell, primer atleta mujer en participar de un juego olímpico y ganar la medalla de plata; su hija, la también nadadora Susana Peper, era una de las integrantes de la delegación. En la delegación se encontraba también el remero Oscar Rompani, quien con 60 años, fue el deportista argentino de mayor edad en haber participado en una competencia olímpica.
El equipo olímpico obtuvo una sola medalla, de plata -la cantidad más baja de su historia olímpica hasta ese momento- y 8 diplomas olímpicos. En el medallero general ocupó la posición número 30 sobre 93 países participantes. La medalla de plata fue ganada en equitación.
La actuación de Argentina en los Juegos de Tokio 1964 continuó con la serie de magros resultados olímpicos, constituyendo en ese momento la peor actuación desde la primera presentación oficial en 1924.

### México 1968
La participación de Argentina en los Juegos Olímpicos de México 1968 fue la décima actuación olímpica oficial organizada por el Comité Olímpico Argentino. La delegación presentó 89 deportistas, de los cuales solo cinco eran mujeres. El abanderado fue el jinete Carlos Moratorio, ganador de la medalla de plata en los Juegos anteriores.
El equipo olímpico obtuvo dos medallas de bronce y un diploma olímpico. En el medallero general ocupó la posición número 37 sobre 112 países participantes. Las medallas fueron obtenidas en remo y boxeo.
En los Juegos Olímpicos de México 1968 se superó por primera vez la cantidad de cien países participantes, registrando de ese modo los procesos de descolonización y organización de nuevos países independientes en todo el mundo, que venía produciéndose desde que finalizara la Segunda Guerra Mundial en 1945. El proceso continuaría progresando y en Sídney 2000 se alcanzaría la cantidad de 200 países, lejos de los 44 países que actuaron en París 1924, cuando la Argentina presentó su primera delegación oficial.
La actuación de Argentina en los Juegos de México 1968 continuó con la serie de magros resultados olímpicos, constituyendo en ese momento la peor actuación desde la primera presentación oficial en 1924. Fue la primera vez que la Argentina no obtuvo ninguna medalla de oro o plata y las dos medallas obtenidas se encontraban muy por debajo de las entre cuatro y siete medallas por juego obtenidas entre París 1924 y Helsinki 1952. Los Juegos de México también marcaron el fin del alto rendimiento olímpico mostrado por el boxeo argentino desde los Juegos de París 1924.

### Múnich 1972
La participación de Argentina en los Juegos Olímpicos de Múnich 1972 fue la undécima actuación olímpica oficial organizada por el Comité Olímpico Argentino. La delegación presentó 92 deportistas, de los cuales solo cuatro eran mujeres. El abanderado fue el jinete Carlos D'Elía.
El equipo olímpico obtuvo una sola medalla de plata y dos diplomas olímpicos. En el medallero general ocupó la posición n.º 33 sobre 121 países participantes. La medalla fue obtenida en remo.
La actuación de Argentina en los Juegos de Múnich 1972 continuó con la serie de magros resultados olímpicos, constituyendo en ese momento la peor actuación desde la primera presentación oficial en 1924. Fue la primera vez que la Argentina obtuvo una sola medalla, muy por debajo de las entre cuatro y siete medallas por juego obtenidas entre París 1924 y Helsinki 1952. Los Juegos de Múnich 1972 marcaron también el comienzo de una etapa en la que el boxeo, principal deporte aportante de medallas olímpicas para la Argentina entre 1924 y 1968 (23), dejaría esa situación relevante para obtener una sola medalla en los siguientes ocho Juegos.
A partir de este momento comenzaría el peor ciclo de la historia olímpica argentina: luego de la medalla de plata obtenida por Alberto Demiddi el 5 de septiembre de 1972, deberían pasar 16 años hasta que Gabriela Sabatini volviera a ganar una medalla, el 1 de octubre de 1988, en los Juegos de Seúl.

### Montreal 1976
La participación de Argentina en los Juegos Olímpicos de Montreal 1976 fue la 12.ª actuación olímpica oficial organizada por el Comité Olímpico Argentino. La delegación presentó 69 deportistas, de los cuales solo cuatro eran mujeres. El abanderado fue el remero Hugo Aberastegui.
La actuación de Argentina en los Juegos de Montreal 1976 profundizó la serie de magros resultados olímpicos que se había iniciado en 1956. Argentina no obtuvo ninguna medalla por primera vez en su historia (situación que se repetiría en Los Ángeles 1984). Obtuvo 5 diplomas olímpicos (puestos premiados), sin ningún 4.º puesto. Al no obtener medallas no figuró en el medallero.

### Moscú 1980
Argentina no asistió a los Juegos Olímpicos de Moscú 1980 debido a la adhesión de la dictadura militar gobernante al boicot político contra la Unión Soviética, impulsado por Estados Unidos. La medida respondía al enfrentamiento entre ambas superpotencias en la Guerra Fría, aunque la excusa formal fue la invasión de Afganistán por parte de la URSS. En total 58 países adhirieron al boicot, entre ellos la República Federal Alemana, Canadá, Japón y China, y entre los latinoamericanos Bolivia, Chile, Paraguay, Honduras, El Salvador, Haití y Belice. Por el contrario, 80 países rechazaron el boicot y asistieron a Moscú, entre ellos aliados de Estados Unidos como Brasil, Colombia, México, Perú, Puerto Rico y Venezuela en América Latina, o España, Italia, Francia y Gran Bretaña, en Europa. El boicot anti-Unión Soviética de 1980, tuvo su réplica en el boicot anti-Estados Unidos en los Juegos de Los Ángeles de 1984.
La adhesión de la Argentina al boicot contra la Unión Soviética sorprendió al mundo deportivo, ya que se esperaba su concurrencia debido a las sólidas relaciones que el país mantenía con la URSS, por entonces el principal mercado de sus exportaciones. La inasistencia de la Argentina a Moscú dejó vacantes las plazas que habían obtenido las selecciones de básquetbol y fútbol, en los torneos preolímpicos de Puerto Rico y Colombia.
Ante la imposibilidad de los atletas de competir debido al boicot, el Comité Olímpico Argentino resolvió entregar una medalla y un diploma recordatorios a los deportistas incluidos en las categorías de "seguros" y "probables", en referencia a las chances estimadas de medalla para cada uno. Pero los diplomas nunca fueron confeccionados y las medallas fueron entregadas arbitrariamente, sin que queden constancias documentadas de ello, ni difusión a la prensa.
Luego de la pésima actuación de Montreal 1976, la no asistencia de los deportistas argentinos a Moscú profundizó aún más la crisis del deporte olímpico argentino, sobre todo del deporte amateur que, sin incentivos económicos, precisaba de los grandes eventos deportivos internacionales para mantener la continuidad. Varios deportistas destacados, como Beatriz Allocco, Tito Steiner y Ricardo Daniel Ibarra, cuestionaron la decisión y señalaron que la misma implicaba, en sus casos, cancelar definitivamente sus oportunidades olímpicas.
Las consecuencias se harían patentes en los Juegos siguientes, realizados en Los Ángeles, en los que Argentina volvería a quedar huérfana de medallas, sumando de ese modo un período de dieciséis años sin medallas, lo que significa toda una generación de deportistas y, en algunas disciplinas, dos generaciones. El exdeportista Rubén Aguilera, presidente del Comité Panamericano de Marcha Atlética, ha dicho que la decisión de no concurrir a Moscú "puede considerarse el desperdicio de toda una generación".
El único deportista argentino que logró competir en Moscú fue el ciclista Octavio Dazzan, quien apelando a su doble nacionalidad argentina-italiana, integró la delegación de Italia y obtuvo el 8.º lugar en la prueba de velocidad en 1000 metros.

### Los Ángeles 1984
La participación de Argentina en los Juegos Olímpicos de Los Ángeles 1984 fue la 13.ª actuación olímpica oficial organizada por el Comité Olímpico Argentino. La delegación presentó 83 deportistas, de los cuales 10 eran mujeres. El abanderado fue el remero Ricardo Ibarra.
El equipo olímpico no ganó ninguna medalla, por segunda y última vez, hasta la actualidad. Obtuvo seis diplomas olímpicos (puestos premiados). Al no obtener medallas no figuró en el medallero.
La actuación olímpica de Argentina en Los Ángeles 1984 se vio afectada por la falta de presentación en Moscú 1980, la ausencia de medallas en Montreal 1976 y el escaso apoyo estatal al deporte olímpico, que había comenzado en los Juegos de Melbourne 1956. Todo una generación de deportistas se había perdido y en la población ya no quedaba casi memoria de los logros olímpicos alcanzados en el período 1924-1952.
Nuevamente sin medallas, los Juegos de los Ángeles contribuyeron a generar el peor momento del olimpismo argentino. Pasarían 16 años entre la última medalla obtenida por Alberto Demiddi en Múnich 1972 y la que obtendría Gabriela Sabatini en Seúl 1988.

### Seúl 1988
La participación de Argentina en los Juegos Olímpicos de Seúl 1988 fue la 14.ª actuación olímpica oficial organizada por el Comité Olímpico Argentino. La delegación presentó 118 deportistas, de los cuales 25 eran mujeres, la mayor cantidad y el porcentaje más alto hasta ese momento. La abanderada fue la tenista Gabriela Sabatini.
El equipo olímpico obtuvo dos medallas -una de plata y otra de bronce- y 7 diplomas olímpicos (puestos premiados). En el medallero general ocupó la posición n.º 35 sobre 159 países participantes. Las medallas fueron obtenidas por dos deportes que nunca habían obtenido una: el tenis y el voleibol.
La actuación de Argentina en Seúl 1988 marcó un momento de recuperación del deporte olímpico, al obtener dos medallas, luego de 16 años de no alcanzar ninguna. Las condiciones de la competencia habían variado sustancialmente, volviéndose mucho más ardua, de la mano del profesionalismo y del aumento sustancial de los países competidores, que se habían triplicado con respecto a los años previos a la Segunda Guerra Mundial. Teniendo en cuenta esas condiciones, el desempeño argentino en Seúl fue relativamente satisfactorio, y su clasificación como n.º 35 en el medallero, es la quinta mejor colocación histórica, en la tabla por cantidad de competidores.
Pese a ello, en números absolutos, Argentina no obtuvo medallas de oro en Seúl, logro que se obtenía en todos los Juegos entre 1924-1952, y las dos medallas obtenidas se encontraban muy por debajo de las entre cuatro y siete medallas por juego obtenidas entre París 1924 y Helsinki 1952. En ese sentido, la actuación argentina en Seúl 1988, se mantuvo dentro de los magros resultados, que habían comenzado en los Juegos de Melbourne 1956, cuando se inició un período de decadencia, influenciado razones políticas y de escaso apoyo estatal. El rendimiento olímpico argentino recién recuperaría en 2004 los niveles absolutos que tuvo en el período 1924-1952.
La delegación argentina a Seúl 1988, incluyó 25 deportistas mujeres, un 21% del total. Constituyó un momento histórico de participación femenina en el deporte olímpico argentino, más del doble del máximo alcanzado en Londres 1948, en donde actuaron 11 mujeres. Desde entonces la participación femenina iría creciendo hasta alcanzar el máximo histórico del 42% (58 deportistas) en 2008.
Los resultados deportivos marcaron también éxitos en deportes que nunca habían resultado premiados, como el tenis, el voleibol y el hockey sobre césped, que formarían desde entonces importantes equipos

### Barcelona 1992
La participación de Argentina en los Juegos Olímpicos de Barcelona 1992 fue la 15.ª actuación olímpica oficial organizada por el Comité Olímpico Argentino. La delegación presentó 84 deportistas, de los cuales 17 eran mujeres (20%). El abanderado fue el jugador de hockey sobre césped Marcelo Garraffo.
El equipo olímpico obtuvo una medalla de bronce y seis diplomas olímpicos (puestos premiados). En el medallero general ocupó la posición n.º 55 sobre 169 países participantes. La medalla fue obtenida por el tenis, en la prueba de dobles masculino.
Argentina obtuvo en Barcelona 1992 tres medallas de oro en competencias que se realizaron como exhibición, una en hockey sobre patines y dos en pelota vasca (ambas en la variedad de paleta).
La actuación de Argentina en Barcelona 1992 no pudo consolidar la moderada recuperación del olimpismo argentino que se había insinuado Seúl 1988, luego de la peor etapa histórica transcurrida entre Montreal 1976 y Los Ángeles 1984. La delegación argentina (84) se redujo considerablemente con respecto a la que fue a Seúl 1988 (118). Algunas federaciones deportivas mostraron serias deficiencias organizativas que afectaron a sus miembros, como sucedió con la atleta Ana María Comaschi, a quien se omitió inscribir, error que no fue descubierto hasta que la propia deportista llegó a Barcelona.
Pese a los aspectos negativos, algunos resultados marcaron tendencias positivas, como las dos medallas de oro en los deportes de exhibición y el tenis, que aportó la única medalla y un diploma, confirmando la potencialidad que ya había mostrado en Seúl 1988. También se obtuvo un diploma en saltos ornamentales, único premio olímpico obtenido por esa disciplina.

### Atlanta 1996
La participación de Argentina en los Juegos Olímpicos de Atlanta 1996 fue la 16.ª actuación olímpica oficial organizada por el Comité Olímpico Argentino. La delegación presentó 178 deportistas, de los cuales 47 eran mujeres (26%). La abanderada fue la judoca Carolina Mariani.
El equipo olímpico obtuvo tres medallas (dos de plata y una de bronce) y siete diplomas olímpicos (puestos premiados). En el medallero general ocupó la posición n.º 54 sobre 197 países participantes. Las medallas fueron obtenidas por el fútbol, la vela y el boxeo.
La actuación de Argentina en Atlanta 1996 consolidó la moderada recuperación del olimpismo argentino que ya se había insinuado en Seúl 1988, luego de la peor etapa histórica transcurrida entre Montreal 1976 y Los Ángeles 1984, aunque sin lograr medallas de oro, prolongando a 44 años el período sin atletas argentinos en lo más alto del podio. La delegación argentina (178) fue la segunda más numerosa de la historia luego de la de Londres 1948, duplicando la enviada en los Juegos anteriores (84).

### Sídney 2000
La participación de Argentina en los Juegos Olímpicos de Sídney 2000 fue la 17.ª actuación olímpica oficial organizada por el Comité Olímpico Argentino. La delegación presentó 143 deportistas, de los cuales 45 eran mujeres (31%). El abanderado fue el regatista Carlos Espínola.
El equipo olímpico obtuvo cuatro medallas (dos de plata y dos de bronce) y siete diplomas olímpicos (puestos premiados). En el medallero general ocupó la posición n.º 57 sobre 199 países participantes. Tres de las medallas fueron obtenidas por una actuación histórica del equipo de vela y la restante por el hockey sobre césped, también en un logro histórico.
La actuación de Argentina en Sídney 2000 ratificó la recuperación que el olimpismo argentino venía insinuado desde Seúl 1988, luego de la peor etapa histórica transcurrida entre Montreal 1976 y Los Ángeles 1984. Las cuatro medallas obtenidas significaron la mayor cantidad desde Helsinki 1952, aunque sin lograr medallas de oro, prolongando a 48 años el período sin atletas argentinos en lo más alto del podio.

### Atenas 2004
La participación de Argentina en los Juegos Olímpicos de Atenas 2004 fue la 18.ª actuación olímpica oficial organizada por el Comité Olímpico Argentino. La delegación presentó 152 deportistas, de los cuales 46 eran mujeres (30,26%). El abanderado fue el regatista Carlos Espínola.
El equipo olímpico obtuvo seis medallas (dos de oro y cuatro de bronce) y siete diplomas olímpicos (puestos premiados). En el medallero general ocupó la posición n.º 38 sobre 201 países participantes. Tres de las medallas fueron obtenidas en deportes de equipo (fútbol, básquet y hockey sobre césped) y las otras tres en vela, natación y tenis.
La actuación de Argentina en Atenas 2004 significó la recuperación del nivel absoluto de obtención de medallas que el país tenía con anterioridad a 1956. Por primera vez desde 1952, Argentina volvió a obtener medallas de oro, luego de atravesar un período de 52 de años sin lograrlo.
En relación con la cantidad de países participantes (201), se trató de la mejor ubicación de la historia del olimpismo argentino hasta ese momento, aunque luego sería superada por la actuación de 2008 en Pekín (35.º sobre 204). Otro dato destacable es que obtuvieron medalla 49 atletas de la delegación (32,24%), el porcentaje más alto de la historia hasta ese momento, superando el logro de 1928 (32,10%). Ese porcentaje sería a su vez superado en Pekín 2008, donde el 36,96% de los integrantes de la delegación obtuvieron medalla.
Finalmente, la circunstancia de que el 28 de agosto de 2004 la Argentina obtuviera las medallas de oro en fútbol y básquetbol y una medalla de bronce en vela, ha llevado a que varios especialistas consideren que se trató del día más importante del deporte argentino.

### Beijing 2008

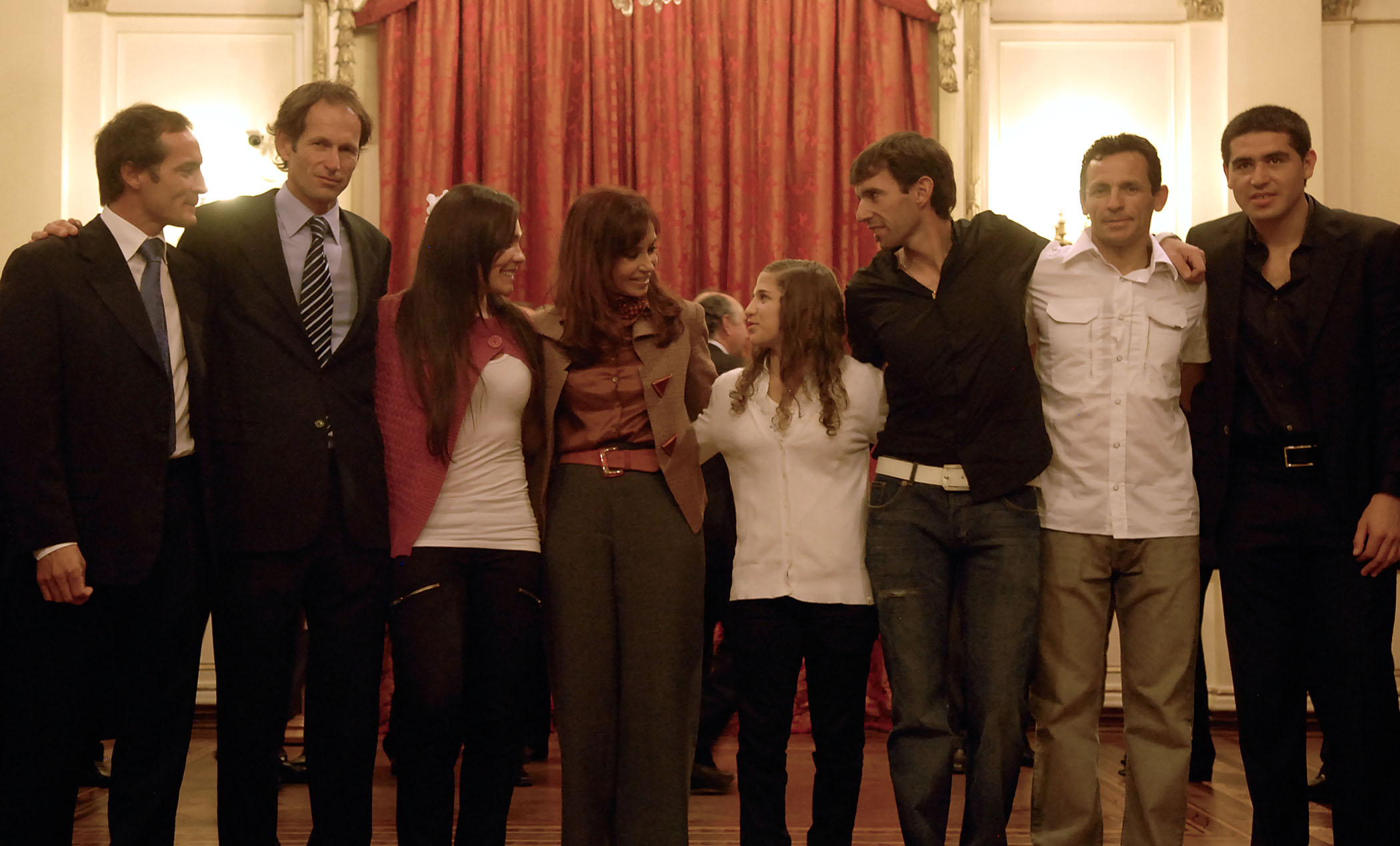
La entonces presidenta Cristina Fernández (centro) recibe a los medallistas olímpicos en la Casa Rosada.
De izquierda a derecha: Carlos Espínola, Santiago Lange, Noel Barrionuevo, Paula Pareto, Walter Pérez, Juan Curuchet y Juan Román Riquelme.

La participación de Argentina en los Juegos Olímpicos de Pekín 2008 fue la 19.ª presentación oficial organizada por el Comité Olímpico Argentino. La delegación presentó 138 deportistas, de las cuales 58 fueron mujeres (42%), para participar en 19 deportes. El abanderado fue el basquetbolista y campeón olímpico en los juegos anteriores Emanuel Ginóbili y en la ceremonia de cierre fue el ciclista Juan Curuchet.
El equipo olímpico obtuvo seis medallas: dos de oro y cuatro de bronce. Obtuvo también 3 diplomas olímpicos (puestos premiados). En el medallero general ocupó la posición n.º 35, cuarto en América Latina y el Caribe, después de Jamaica (13.º), Brasil (23.º) y Cuba (28.º).
El ciclismo con una medalla de oro y el judo con una de bronce, se destacaron al haber logrado las primeras medallas de la historia de esos deportes en el país. El fútbol masculino obtuvo su segunda medalla de oro consecutiva. El hockey sobre césped femenino obtuvo su tercera medalla en tres juegos consecutivos. La vela aportó su cuarta medalla en cuatro juegos. El básquet masculino obtuvo la medalla de bronce accediendo al podio por segundo juego consecutivo.

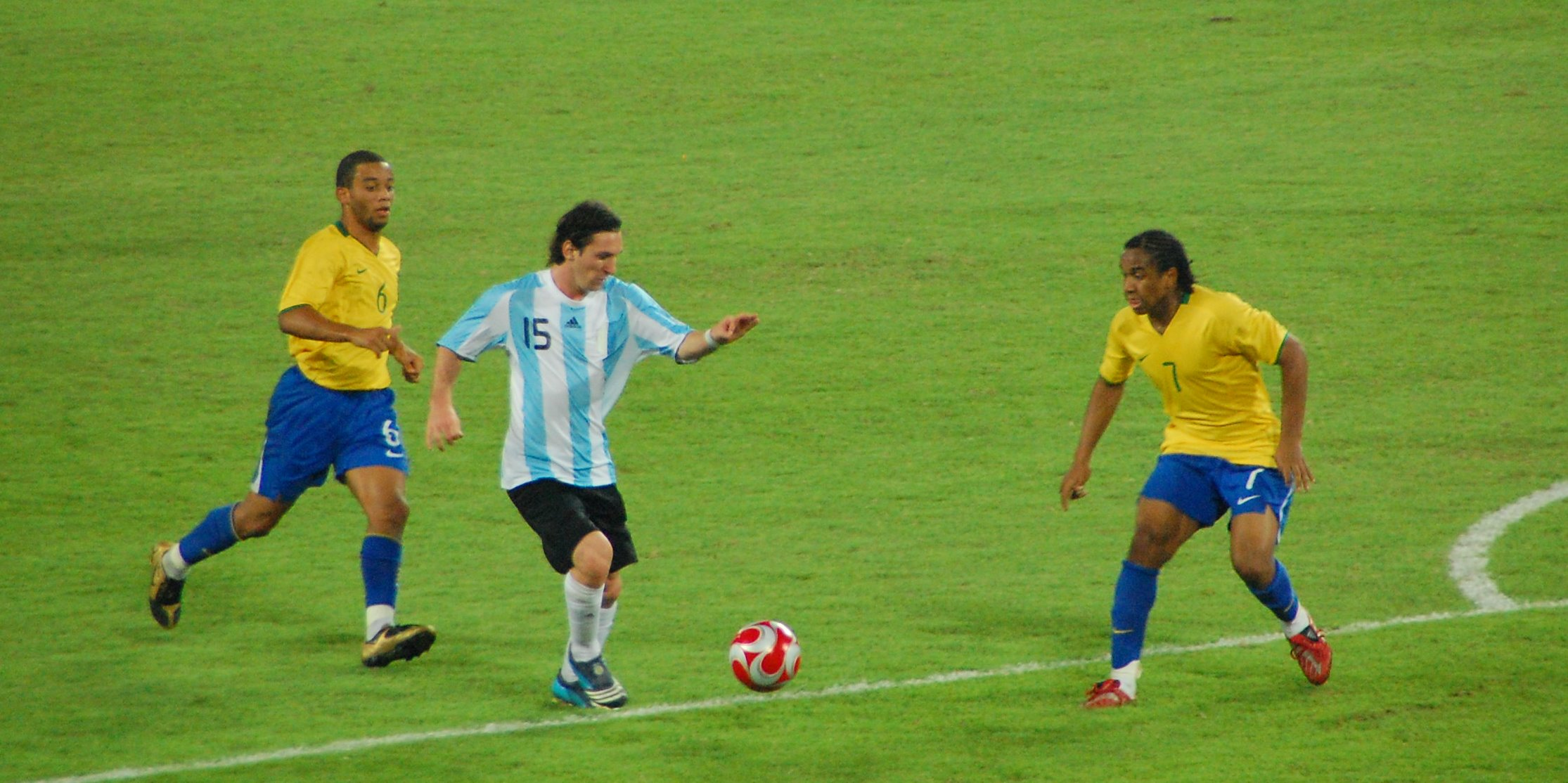
Messi en la Selección Argentina por los Juegos Olímpicos de Pekín 2008, en semifinales frente a Brasil, partido que ganaría Argentina por 3-0.

Entre los deportistas se destacaron el futbolista Javier Mascherano, segundo deportista argentino en obtener dos medallas de oro (el otro es el polista Juan Nelson) y el regatista Carlos Espínola, primer deportista argentino en obtener cuatro medallas olímpicas. El ciclista Juan Curuchet, ganador de la medalla de oro, se convirtió en el deportista argentino con mayor cantidad de presentaciones en Juegos Olímpicos (6).
La cantidad de medallas obtenidas constituye la segunda más exitosa de la historia olímpica argentina, repitiendo el desempeño de Atenas 2004, apenas detrás de las mejores actuaciones históricas en Ámsterdam 1928, Berlín 1936, y Londres 1948, en las que se alcanzaron 7 medallas, tres de oro en la primera y tercera mencionada. Pese a ello, la cantidad de diplomas olímpicos (3) se encuentra entre los más bajos de la serie histórica, solo superado por México 1968 (1) y Múnich 1972 (2).
En relación con la cantidad de países participantes (204), se trató de la mejor ubicación de la historia del olimpismo argentino, superando la alcanzada en la actuación de 2004 en Atenas (38.º s/ 201). Otro dato destacable es que obtuvieron medalla 51 atletas de la delegación (36,96%), el porcentaje más alto de la historia. A su vez, la delegación femenina alcanzó su máximo histórico, tanto en números absolutos (58), como en el porcentaje (42%), obteniendo además dos de las seis medallas.

### Londres 2012

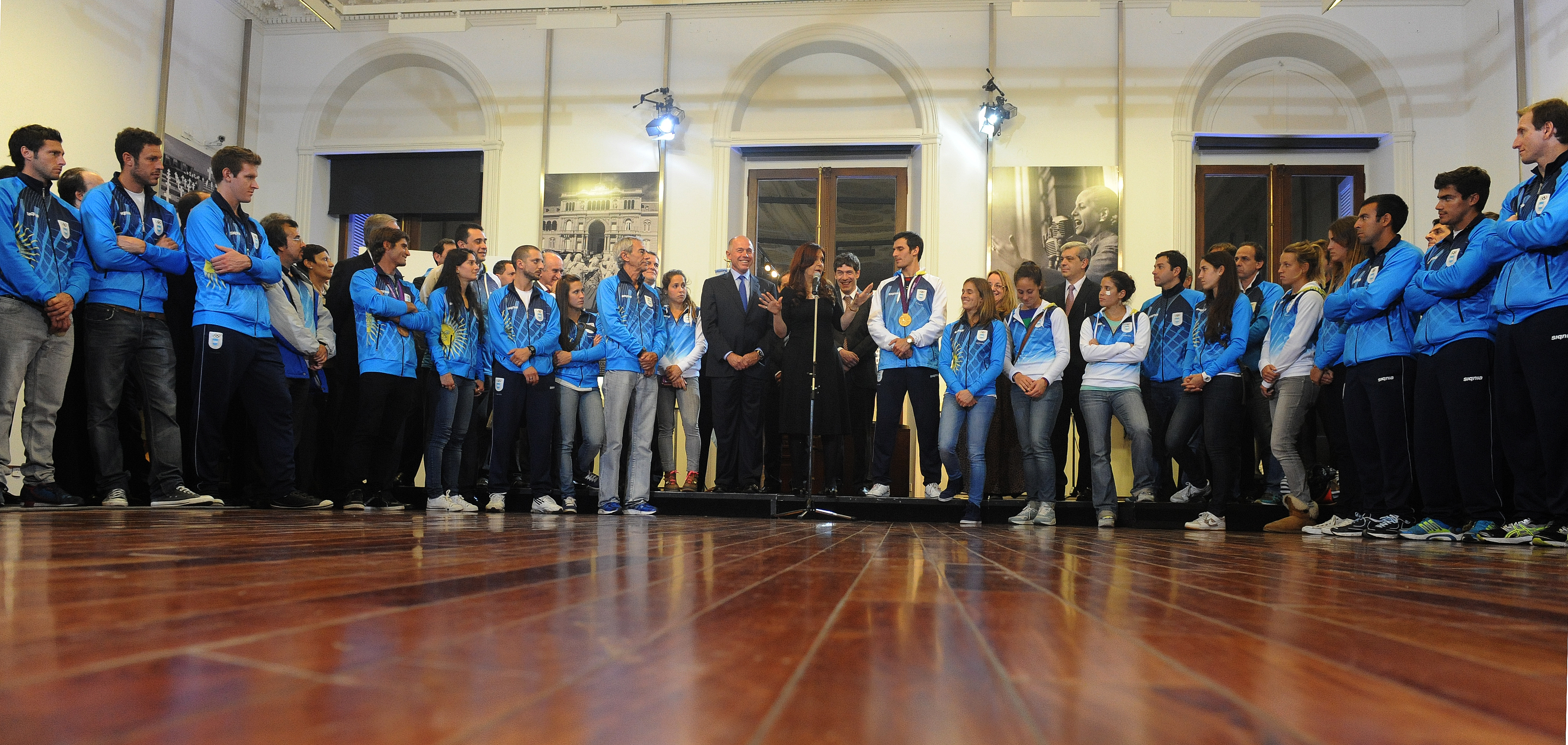
La presidenta Cristina Fernández junto a la delegación olímpica argentina luego de su participación en los Juegos de Londres.

La participación de Argentina en los Juegos Olímpicos de Londres 2012 fue la vigésima presentación oficial organizada por el Comité Olímpico Argentino y las federaciones deportivas nacionales de cada deporte con participación. La delegación estuvo integrada por 137 deportistas, de los cuales 96 fueron hombres (70%) y 41 fueron mujeres (30%), para participar en 21 deportes. La abanderada en la apertura fue la jugadora de hockey sobre césped Luciana Aymar, capitana del equipo, que ya había obtenido una medalla de plata y dos de bronce en los Juegos Olímpicos anteriores y que volvió a ocupar el podio en estos juegos, esta vez con medalla de plata. En la ceremonia de clausura el abanderado fue el taekwondista Sebastián Crismanich.
El equipo olímpico obtuvo cuatro medallas: una de oro, una de plata y dos de bronce. Obtuvo también 10 diplomas olímpicos (puestos premiados). En el medallero general ocupó la posición n.º 42, sexto en América Latina y el Caribe, después de Cuba (16.º), Jamaica (18.º), Brasil (22.º), Colombia (38.º) y México (39.º).
El taekwondo con una medalla de oro, se destacó al haber logrado la primera medalla de la historia de ese deporte en el país. La vela aportó su quinta medalla en cinco juegos consecutivos. El hockey sobre césped femenino obtuvo su cuarta medalla, esta vez de plata, en cuatro juegos consecutivos. El tenis masculino obtuvo la medalla de bronce sumando cuatro medallas en el historial.
Por cantidad de medallas obtenidas es la 9.ª de las 20 presentaciones olímpicas oficiales del país y se encuentra por encima del promedio histórico (3,5 medallas por juego). Si bien refleja un resultado menor que el conseguido en los dos últimos juegos (Atenas 2004 y Pekín 2008), supera todas las actuaciones posteriores a (Helsinki 1952).
Por cantidad de diplomas olímpicos (10), el resultado se encuentra entre los más altos de la serie histórica, solo superado por Londres 1948 y Helsinki 1952, ambos con 15.
En relación con la cantidad de países participantes (204), se trató de la tercera mejor ubicación de la historia del olimpismo argentino con un 79,41% de efectividad, detrás de Pekín 2008, donde finalizó 35.ª entre 204 países y tuvo un 82,84 % de efectividad, y de Atenas 2004, donde alcanzó la 38.ª posición entre 201 países con 81,09 % de efectividad.

### Río de Janeiro 2016

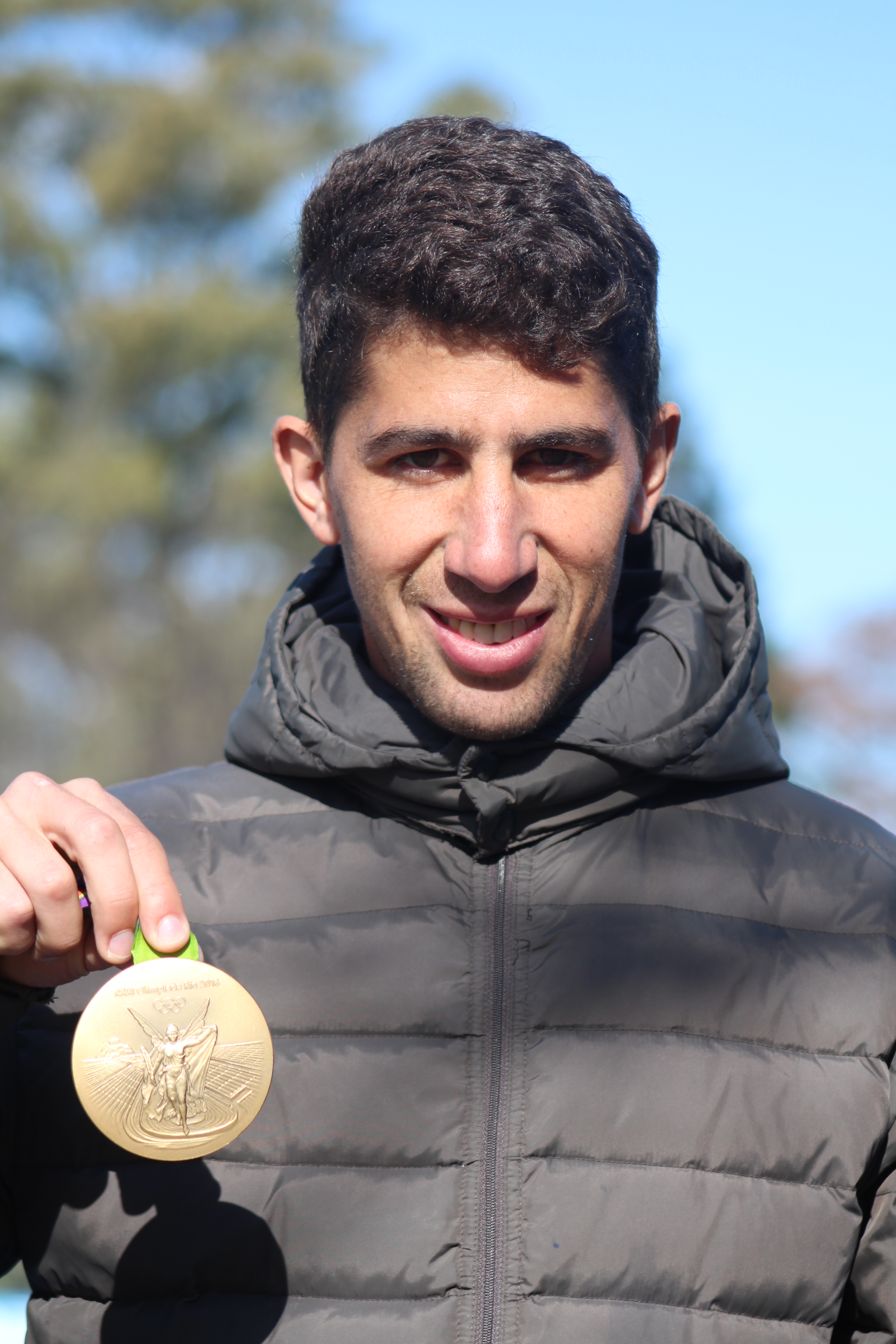
Ignacio Ortiz mostrando la medalla de oro ganada por Los Leones

La participación de Argentina en los Juegos Olímpicos de Río de Janeiro de 2016 fue la vigésima primera presentación oficial organizada por el Comité Olímpico Argentino (COA) y las federaciones deportivas nacionales de cada deporte con actuación en los mismos. La delegación estuvo integrada por 213 deportistas, de los cuales 139 fueron hombres (65.58%) y 74 fueron mujeres (34.42%), que participaron en 25 deportes. Se trata de la segunda delegación más numerosa en la historia del deporte olímpico argentino, luego de la delegación de Londres 1948, en donde compitieron 242 deportistas.
El abanderado en la ceremonia de apertura fue el basquetbolista Luis Scola. Para la ceremonia de cierre fue elegida la judoca Paula Pareto, que se convirtió en la primera deportista argentina mujer en ganar una medalla de oro.
La judoca Paula Pareto ganó la medalla de oro en la categoría -48 kg, convirtiéndose también en la primera campeona olímpica mujer del país. Los regatistas Santiago Lange y Cecilia Carranza ganaron la medalla de oro en la clase Nacra 17. La Selección masculina de hockey sobre césped obtuvo la medalla de oro al derrotar a Bélgica por 4-2 en la final.
El tenista Juan Martín del Potro obtuvo la medalla de plata en la categoría individual masculino.

### Tokio 2020
La participación de Argentina en los Juegos Olímpicos de Tokio 2020 fue la vigésima segunda presentación oficial organizada por el Comité Olímpico Argentino (COA) y las federaciones deportivas nacionales de cada deporte con actuación en los mismos.
La delegación estuvo integrada por 178 deportistas, de los cuales 122 fueron hombres (68.53%) y 56 fueron mujeres (31.46%), con participación en 26 deportes. Fue la tercera delegación más numerosa en la historia del deporte olímpico argentino, luego de la delegación de Londres 1948, en donde compitieron 242 deportistas y de Río de Janeiro 2016, en donde compitieron 213 deportistas.
La judoca argentina Paula Pareto fue designada para llevar la bandera olímpica en representación de todo el continente americano en la ceremonia de apertura. Para llevar la bandera argentina en la ceremonia de apertura fueron designados los regatistas Santiago Lange y Cecilia Carranza. En la ceremonia de clausura el abanderado fue el jugador de hockey sobre césped Pedro Ibarra.
Los Juegos estuvieron signados por las restricciones impuestas por la pandemia de COVID-19. La delegación olímpica obtuvo tres medallas: una de plata y dos de bronce. También obtuvo 9 diplomas olímpicos (puestos premiados). Obtuvieron medalla 42 deportistas de la delegación (23,59%) y otros 39 obtuvieron diploma olímpico (21,92%), con 81 deportistas premiados con medalla o diploma.
Ordenadas por el valor de la medalla, Argentina ocupó la posición n.º 72, mientras que ordenado por el total, ocupó la posición n.º 59. En América Latina y el Caribe, resultó séptima después de Brasil (12.º) Cuba (14.º), Jamaica (21.º), Ecuador (37.º), Venezuela (46.º) y Colombia (66.º).
El hockey sobre césped se destacó con una medalla de plata y un diploma olímpico, siendo la sexta medalla y el séptimo diploma en la historia de ese deporte en el país. El rugby obtuvo la medalla de bronce en dos presentaciones olímpicas. El voleibol obtuvo la medalla de bronce, la segunda luego de Seúl 1988.
Por cantidad de medallas obtenidas en las 22 presentaciones olímpicas oficiales del país, la actuación se encuentra levemente por debajo del promedio histórico (3,5 medallas por Juego); sin embargo,  la cantidad de deportistas laureados con medallas (42) y diplomas (39), ascendió a 81, siendo la segunda más exitosa de la historia olímpica argentina, detrás de Río de Janeiro 2016 (83); prácticamente la mitad (45%) de la delegación obtuvo una medalla o un diploma.

### París 2024

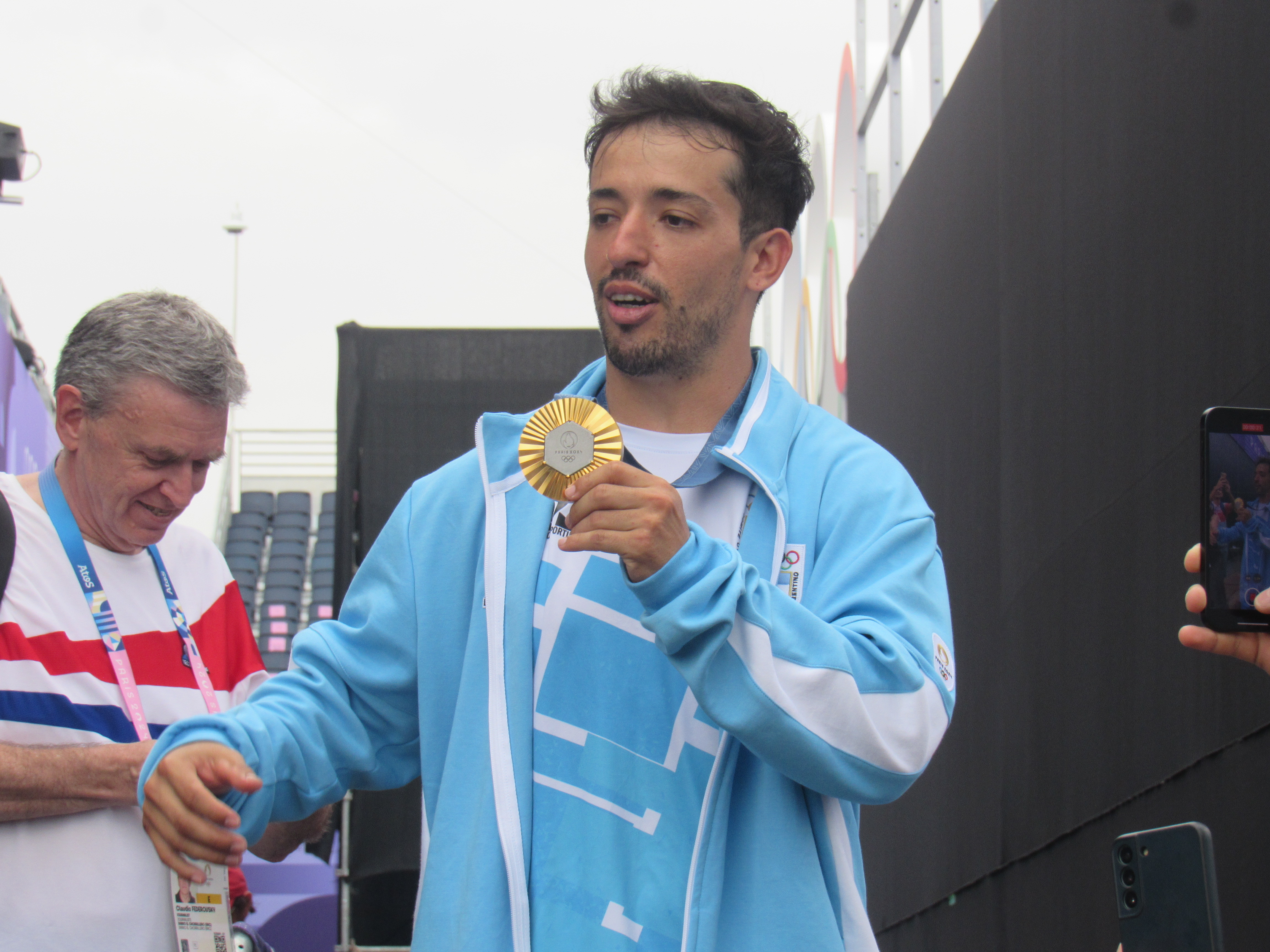
José "Maligno" Torres con la medalla de oro en ciclismo BMX parque estilo libre.

La participación de Argentina en los Juegos Olímpicos de París 2024 fue la vigésima tercera presentación oficial organizada por el Comité Olímpico Argentino y las federaciones deportivas nacionales de cada deporte con actuación en los mismos. 
La delegación quedó integrada por 136 deportistas, de los cuales 103 fueron hombres (75.73%) y 33 fueron mujeres (24.26%), con participación en 23 deportes. Fue la delegación con menor cantidad total de atletas y menor porcentaje de mujeres desde Barcelona 1992, pese a que París 2024 fueron los primeros juegos olímpicos de la historia en alcanzar la paridad de género.
La jugadora de hockey sobre césped Rocío Sánchez Moccia y el voleibolista Luciano De Cecco fueron los abanderados en la ceremonia de apertura. El ciclista José Torres Gil y la regatista Eugenia Bosco fueron los abanderados para la clausura.
La delegación olímpica obtuvo tres medallas: una de oro, una de plata y una de bronce. También obtuvo 6 diplomas olímpicos (puestos premiados). Obtuvieron medalla 19 deportistas de la delegación (13,9%) y otros 49 obtuvieron diploma olímpico (36,02%).
Ordenadas por el valor de la medalla, Argentina ocupó la posición n.º 52 entre 206 países. En América Latina y el Caribe, resultó quinta después de Brasil (20.º) Cuba (32.º), Jamaica (44.º) y Ecuador (49.º).
El ciclismo BMX se destacó con una medalla de oro, mientras que la vela con una medalla de plata y el hockey sobre césped con una de bronce y un diploma, se afianzaron como los dos deportes más exitosos de los últimos treinta años del olimpismo argentino.
Por cantidad de medallas obtenidas en las 23 presentaciones olímpicas oficiales del país, la actuación se encuentra levemente por debajo del promedio histórico (3,47 medallas por Juego), en tanto que la cantidad de deportistas laureados con medallas y diplomas fue de 68, representando el 50% de la delegación.

## Desempeño en cada Juego Olímpico de invierno

### Sankt-Moritz 1928

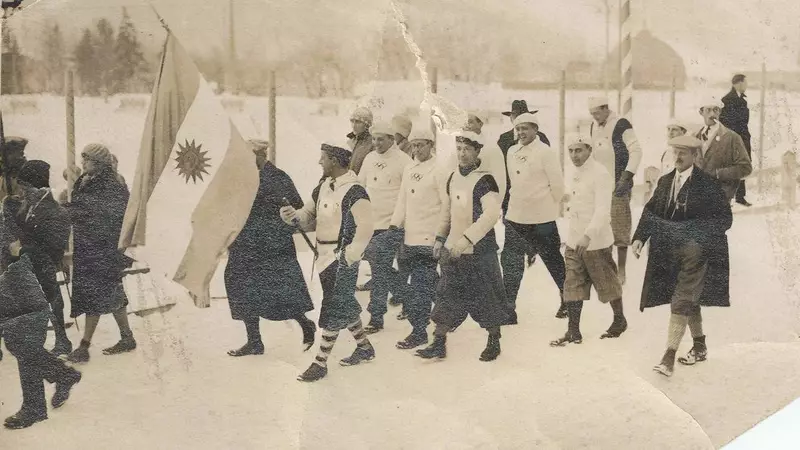
Argentina en Sank-Moritz 1928

La participación de Argentina en los Juegos Olímpicos de Sankt-Moritz 1928 fue la 1.ª presentación oficial organizada por el Comité Olímpico Argentino.
La delegación presentó 10 deportistas, todos hombres, para participar en la competencia de Bobsleigh con 2 equipos de 5 integrantes cada uno. El equipo liderado por Eduardo Hope finalizó en el cuarto puesto, lo que representa el mejor resultado olímpico invernal de Argentina y Latinoamérica.

### Turín 2006
La participación de Argentina en los Juegos Olímpicos de Turín 2006 fue la 16.ª presentación oficial organizada por el Comité Olímpico Argentino.
La delegación presentó 9 deportistas, de los cuales 4 fueron mujeres (44,4%), para participar en cinco deportes (Biatlón, Esquí acrobático, Esquí alpino, Esquí de fondo y Luge).
Los abanderados de la delegación argentina fueron los esquiadores María Belén Simari Birkner, en la ceremonia de apertura y Clyde Getty en la de clausura.

### Vancouver 2010
La participación de Argentina en los Juegos Olímpicos de Vancouver 2010 fue la 17.ª presentación oficial organizada por el Comité Olímpico Argentino. La delegación presentó 7 deportistas, de las cuales 3 fueron mujeres (42,85%), para participar en tres deportes. El abanderado fue el esquiador alpino Cristian Simari.

## Desempeño en los Juegos Olímpicos de la Juventud

### Medallas en los Juegos de verano
| Juegos            | Atletas | Oro | Plata | Bronce | Total | Puesto |
| Singapur 2010     | 59      | 1   | 2     | 2      | 5     | 37     |
| Nankín 2014       | 62      | 1   | 2     | 4      | 7     | 41     |
| Buenos Aires 2018 | 141     | 11  | 6     | 9      | 26    | 6      |
| Total             | Total   | 13  | 10    | 15     | 38    | 12     |

### Medallas en los Juegos de invierno
| Juegos           | Atletas | Oro | Plata | Bronce | Total | Puesto |
| Innsbruck 2012   | 5       | 0   | 0     | 0      | 0     | -      |
| Lillehammer 2016 | 9       | 0   | 0     | 0      | 0     | -      |
| Lausana 2020     | 16      | 0   | 0     | 0      | 0     | -      |
| Gangwon 2024     | 7       | 0   | 0     | 0      | 0     | -      |
| Total            | Total   | 0   | 0     | 0      | 0     | -      |